# Universo de Mickey Mouse
El universo de Mickey Mouse es un universo compartido ficticio el cual es el escenario para las historias en las que se involucran personajes de animación de Disney, incluyendo Mickey y Minnie Mouse, Pluto, Goofy, el Pato Donald y la Pata Daisy como los personajes primarios, entre varios otros personajes relacionados con ellos, siendo la mayoría de ellos animales antropomórficos. El universo se originó de la serie de cortometrajes Mickey Mouse producidos por Disney a partir de 1928. Aun así, su primera versión consistente fue creada por Floyd Gottfredson en las tiras cómicas Mickey Mouse en los periódicos. Versiones reales también existen en Disneyland, Magic Kingdom y Tokyo Disneyland, en un área llamada Mickey's Toontown.
Desde 1990, la ciudad en la que Mickey vive es típicamente llamada Mouseton en los cómics de Estados Unidos, a menudo localizada en el estado de Calisota, un estado ficticio de EE. UU., análogo al Norte de California. Este estado fue inventado por el escritor de cómics Carl Barks en 1952 como localización de la ciudad natal del Pato Donald, Duckburg.
El aspecto más consistente del universo de Mickey Mouse son los personajes. Los más conocidos incluyen a la novia de Mickey, Minnie, su perro mascota Pluto, sus amigos Goofy, Horace Horsecollar, y la Vaca Clarabelle, y su némesis Pete. Varias producciones de Disney incorporan personajes de otras películas de animación de Disney, como varias películas y series incorporando a Fígaro de Pinocho como el gato de Minnie, Mickey's Christmas Carol (1983), o – más extensivamente – House of Mouse (2001-2003).
Aunque los cruces entre los universos de Mickey Mouse y el Pato Donald han sido poco frecuentes, los dos universos se superponen. Los personajes del universo del Pato Donald haciendo apariciones ocasionales en el universo de Mickey Mouse y viceversa.
El término "universo de Mickey Mouse" no es oficialmente usado por The Walt Disney Company, pero ha sido usado por el autor de cómics Disney e historiador de animación David Gerstein. The Walt Disney Company típicamente usa términos como Mickey Mouse & Friends ("Mickey Mouse y sus amigos") o Mickey & the Gang ("Mickey y la Pandilla") para referirse a la franquicia de los personajes.

## Desarrollo de continuidad
El universo de Mickey Mouse se originó esencialmente con el debut del propio Mickey en Plane Crazy (1928). Aunque las historias de Mickey incluían al personaje Pete, que fue creado en 1925, el mundo en el que vive Mickey tiene una continuidad en gran parte independiente de películas anteriores. Una excepción a esto fue la reintroducción de Oswald el conejo afortunado en 2010 con el lanzamiento de Epic Mickey.
En 1930, Disney comenzó una tira cómica de Mickey Mouse que amplió enormemente el mundo de Mickey. Las historias se convirtieron entonces en una obra de ficción colaborativa con escritores que trabajaban en diferentes medios y diferentes países. Esto a veces causó discrepancias de continuidad. Por ejemplo, mientras que Mickey y sus amigos viven en gran medida en el mismo escenario contemporáneo, a veces aparecen en escenarios exóticos, incluidas piezas de época (Brave Little Tailor, The Nifty Nineties) y películas de fantasía (Fantasía, Fun and Fancy Free).
Los escritores de cómics explicaron que esta discrepancia era para presentar a los personajes como personajes de dibujos animados "reales" que son empleados por Disney como actores. Walter J. Ong en su investigación cultural sobre Mickey Mouse y el americanismo también coincidió con esta opinión. En resumen, los personajes se parecen más a los humanos y presentan menos rasgos animales en sus características. Esta comprensión de los personajes que llevan vidas separadas fue bien recibida por Walt Disney. Cuando se le preguntó si Mickey y Minnie estaban casados o no, Disney respondió que los ratones sí estaban casados en su "vida privada", pero que a veces aparecen como novio y novia para "propósitos de la pantalla". También, en la película de propaganda The New Spirit (1942), el Pato Donald completa su impuesto sobre la renta y enumera su ocupación como "actor", y la película Los Tres Mosqueteros (2004) incluye una función adicional en DVD de los personajes que recuerdan su experiencia filmando la película.
El historiador de animación David Gerstein ha señalado que, aunque los personajes aparecerán en diferentes escenarios y, a veces, incluso cambiarán sus nombres (Mickey's Christmas Carol), los personajes siguen siendo ellos mismos y se comportan de manera coherente con su naturaleza.
Inicialmente, los cómics de Disney se producían en los Estados Unidos. A lo largo de los años, la demanda de estos cómics finalmente se volvió tan intensa que las historias se crearon en los Estados Unidos exclusivamente para el consumo extranjero. Disney autorizó sus personajes a editores extranjeros. Como resultado, muchas historias de cómics de Disney han sido creadas por autores europeos o latinoamericanos, lo que ha dado lugar a más discrepancias de continuidad y variaciones locales de los universos de Mickey Mouse y el Pato Donald. Algunos personajes se han vuelto más populares en el extranjero que en los Estados Unidos, mientras que algunos aparecieron y se usaron únicamente en historias extranjeras.
En general, las películas de la serie Mickey Mouse tienen fines de entretenimiento. A diferencia de las historias tradicionales como las Fábulas de Esopo, la animación de Disney generalmente no evita las escenas adultas o maduras. En Hawaiian Holiday (1937), por ejemplo, Goofy se muestra en una escena de estar en una tumba. Disney organizó una escena de risa después de eso. Su elección de creación de escenas puede verse como una firma del esfuerzo de atención al entretenimiento.

## Lugares

### Mouseton
Mouseton ("Ratolandia", "Ratópolis", o "Ratónpolis" en cómics en español) es por lo general la ciudad que sirve como escenario principal en el universo de Mickey Mouse.
Mickey apareció en un entorno urbano ya en 1931 en el corto Traffic Troubles donde trabaja como taxista. La ciudad de Mickey no tuvo nombre hasta 1932, cuando la historia de cómic The Great Orphanage Robbery la identificó como Silo Center. Algunas historias de Floyd Gottfredson simplemente llamaban a la ciudad Hometown, mientras que otras historias de Gottfredson usaban el nombre Mouseville. Pero el primer nombre consistente para la ciudad de Mickey llegó en la década de 1950 en Italia, donde se llamó Topolinia (de Topolino o "ratoncito", el nombre italiano de Mickey).
En 1990, Disney Comics lanzó el nuevo cómic estadounidense Mickey Mouse Adventures e inicialmente planeó usar el nombre Mouseville allí. Pero debido al uso actual de las caricaturas de Súper Ratón de una ciudad llamada Mouseville, en su lugar se creó el nuevo nombre Mouseton para la ciudad de Mickey; tanto en Mickey Mouse Adventures como en las reimpresiones contemporáneas de Disney de historias antiguas en Walt Disney's Comics and Stories (1991–93). El editor posterior Gemstone y los actuales Boom Studios continuaron usando Mouseton desde 2003 en adelante. Curiosamente, el licenciatario intermedio Gladstone (1993-1999) generalmente dejaba la ciudad de Mickey sin nombre o, muy raramente, se refería a ella como Duckburg, conocida como la ciudad natal del Pato Donald.
La ubicación de Mouseton en el estado ficticio de Calisota y su posicionamiento con respecto a Duckburg (las ciudades no están lejos una de la otra) fueron objeto de especulación desde el principio, pero en general se han tratado de manera consistente en las publicaciones estadounidenses desde 2003 en adelante.
En los cómics de Disney publicados por Egmont (Escandinavia) y Abril (Brasil), Mickey vive en Duckburg, aunque Mickey y Donald rara vez se unen en aventuras compartidas. La misma tradición se extiende a los cómics de Disney publicados en Alemania por la subdivisión de Egmont, Ehapa, aunque los cómics alemanes han mencionado posibles equivalentes de Mouseton como pueblos o aldeas vecinas: Mausdorf ("Pueblo Ratón") y Mäuslingen ("Villaratón").
En Alemania, los Países Bajos, Brasil y Escandinavia, la tradición local dice que la ciudad natal de Mickey es simplemente un distrito diferente de Duckburg.
En algunas traducciones de historias de cómic desarrolladas en Mouseton, el nombre de la ciudad es cambiado al de Duckburg, debido al ser esta última de más popularidad entre el público.
En animación, Mouseton es mencionada en la serie reboot de Patoaventuras (siendo referida como "Ratonson" en España), donde uno de los personajes, Zan Owlson, se graduó en la Escuela de Negocios Mouston, dicho lugar apareciendo brevemente en el episodio "The Ballad of Duke Baloney!" durante la presentación del personaje.

### Continuidad fuera de Mouseton
En algunos comunicados de prensa y revistas de Disney de las décadas de 1920 y 1930, se describía a Mickey viviendo en Hollywood, aunque el entorno rural de los dibujos animados y los cómics reales tenía poco en común con el Hollywood real.
En el cortometraje Mr. Mouse Takes a Trip (1940), Mickey y Pluto viven en la ciudad real de Burbank, California, sede de Walt Disney Studios.

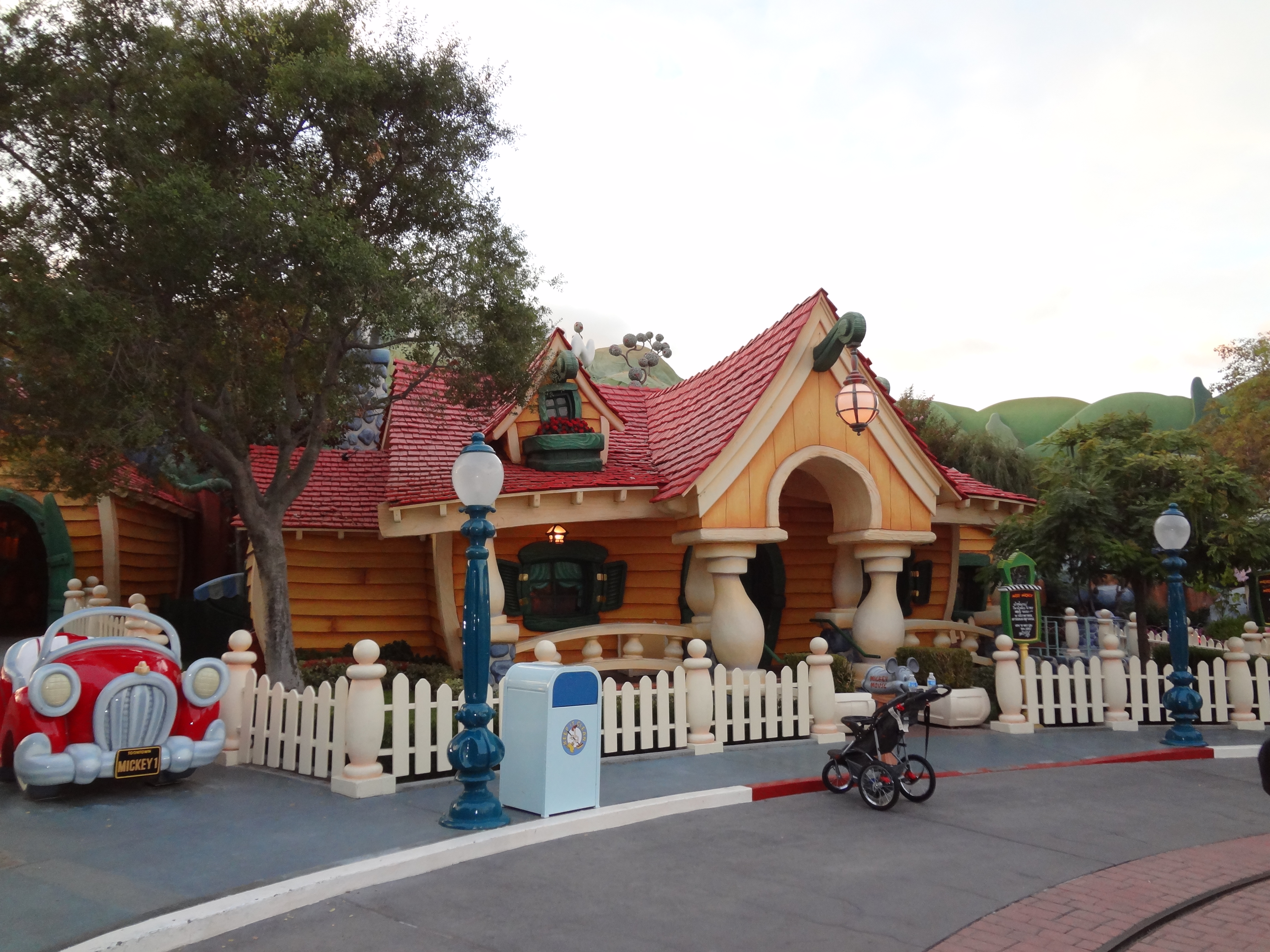
La casa de Mickey tal como se muestra en Toontown.

En los parques temáticos de Disney, el área Toontown, presentado como un distrito de Los Ángeles específicamente para personajes de dibujos animados, inspirado en la ciudad mostrada en ¿Quién engañó a Roger Rabbit? (1988), se presenta como el hogar de Mickey y sus amigos. Una ciudad con las mismas casas es mostrada en las series de televisión Mickey Mouse Works (1999-2000) y House of Mouse (2001-2003) – en esta última mostrada como una ciudad donde habitan todos los personajes de animación de Disney –, el videojuego Mickey: Un día a tope (2001), y la película Mickey's Twice Upon a Christmas (2004) – en esta última mencionándose Duckburg como la ciudad donde habitan los personajes.
En la serie de videojuegos Kingdom Hearts, tanto los personajes de Mouseton y Duckburg viven en un reino llamado "Ciudad Disney" (visto más ampliamente en Kingdom Hearts Birth by Sleep), basado en Mickey's Toontown.
En la serie de televisión La Tropa Goofy (1992), Goofy y Pete viven en la ciudad ficticia de Spoonerville. El pueblo también aparece en el videojuego de mismo nombre de 1993 y en las dos películas basadas en la serie: A Goofy Movie (1995) y An Extremely Goofy Movie (2000). De acuerdo con el mapa que Goofy tiene en A Goofy Movie, la ciudad se encuentra en Ohio. Al igual que en estos medios, Goofy y Pete aparecen como vecinos en la película Mickey's Once Upon a Christmas (1999), aunque se desconoce la ciudad donde viven, puesto que también viven allí otros personajes de Mickey Mouse & Friends.
En la serie Mickey Mouse Mixed-Up Adventures (2017-2021), los personajes viven en una ciudad llamada Hot Dog Hills ("Colinas Hot Dog" en Hispanoamérica y "Ciudad Diversión" en España; el nombre siendo en referencia a las primeras palabras habladas de Mickey en el cortometraje The Karnival Kid: «Hot dog!»).

## Elementos recurrentes

### Corporación Ajax
La Corporación Ajax, o simplemente Ajax, es una compañía cuyos productos o divisiones de diferentes tipos de negocios frecuentemente aparecen en el universo de Mickey Mouse (siendo similar a la Corporación Acme de las caricaturas de Looney Tunes).

### Los Seis Sensacionales
Los Seis Sensacionales ("The Sensational Six" en inglés) es el nombre colectivo dado al grupo de los seis personajes principales usados en la franquicia y producciones animadas relacionadas: Mickey Mouse, Minnie Mouse, el Pato Donald, la Pata Daisy, Goofy y Pluto. El término empezó a usarse con regularidad desde la serie de televisión La Casa de Mickey Mouse, tras que en el episodio "Mickey's Big Band Concert" los personajes formaran un grupo con el nombre.
El grupo también es llamado Los Cinco Fabulosos ("The Fabulous Five" en inglés) en las ocasiones en que Daisy no está incluida debido a su introducción posterior a los demás personajes, como es el caso de los cortometrajes On Ice y Hawaiian Holiday (únicos cortos protagonizados por los cinco en grupo), producidos antes del debut de Daisy en Mr. Duck Steps Out, o el videojuego para PC En busca de las Llaves Secretas.

## Protagonistas

### Mickey Mouse
Mickey Mouse es un ratón antropomórfico que suele vestirse con guantes, pantalones cortos rojos y zapatos amarillos. Aunque normalmente tiene una personalidad modesta y agradable, a menudo es un personaje entusiasta y decidido, que busca nuevas aventuras, emociones y misterios. A menudo se desempeña como el líder de facto de sus amigos. Fue presentado en el cortometraje Steamboat Willie (1928).

### Minnie Mouse
Minnie Mouse es la contraparte femenina de Mickey, una ratona antropomórfica generalmente retratada como su novia que apareció por primera vez en Steamboat Willie (1928). Originalmente caracterizada como una flapper, Minnie ha interpretado a menudo a la damisela en apuros de Mickey. Su profesión más frecuente en los primeros dibujos animados fue la de músico y compositora.

### Pato Donald
El Pato Donald ("Donald Duck" en inglés) es el amigo de mal genio de Mickey. Fue presentado por primera vez en el libro The Adventures of Mickey Mouse (1931), posteriormente teniendo su debut en animación en el cortometraje The Wise Little Hen (1934). Donald es un pato antropomórfico vestido de marinero que se enoja cuando los personajes se burlan de él. Sale con Daisy y es tío de Huey, Dewey y Louie.

### Pata Daisy
La Pata Daisy ("Daisy Duck" en inglés) es la contraparte femenina de Donald, una pata antropomórfica generalmente retratada como su novia que apareció por primera vez en el cortometraje Mr. Duck Steps Out (1940). A veces se enoja con Donald cuando pierde los estribos. Daisy tiene un temperamento igualmente peligroso pero un semblante mucho más sofisticado. También es la mejor amiga de Minnie Mouse.

### Goofy
Goofy (o Goofy Goof) es el amigo torpe, tonto y bien intencionado de Mickey que se presentó por primera vez en el cortometraje Mickey's Revue (1932) bajo el nombre de "Dippy Dawg", menteniéndose un tiempo bajo ese nombre hasta recibir su nombre actual en Orphan's Benefit (1934). Goofy es un perro antropomórfico propenso a los accidentes. En algunas historias, sale con Clarabelle, mientras que otras veces se le muestra como padre soltero de Max Goof.

### Pluto
Pluto es el perro mascota de Mickey Mouse que se presentó por primera vez en el cortometraje The Chain Gang (1930) como un prototipo del personaje, posteriormente apareciendo como el perro de Minnie y bajo el nombre de "Rover" en The Picnic, y en The Moose Hunt (1931) como el perro de Mickey y bajo su nombre actual. A diferencia del antropomórfico Goofy, Pluto es un perro normal que camina sobre cuatro patas y se comunica con ladridos.

### Vaca Clarabelle
Clarabelle (también conocida como "Clarabella" en varias versiones en español) es una vaca alta y antropomórfica que es amiga de Minnie Mouse y fue presentada en el cortometraje Steamboat Willie (1928) como una vaca normal, menteniéndose así hasta que se la presentó como un personaje antropomórfico sobre dos patas en The Shindig (1930). Es propensa a los chismes y ocasionalmente interpreta a una figura materna bien intencionada pero ineficaz para el Pato Donald. Ha sido conocida como pareja tanto de Horace como de Goofy.

### Horace Horsecollar
Horace Horsecollar (también conocido como "Horacio" en varias versiones en español) es un caballo alto y antropomórfico que es amigo de Mickey Mouse, apareciendo por primera vez en el cortometraje The Plowboy (1929) como un caballo normal, y como personaje antropomórfico sobre dos patas en su segunda aparición en The Jazz Fool (1929). Es propenso a fanfarronear y bromear. Antes de la aparición del Pato Donald y Goofy, Horace era el compañero habitual de Mickey Mouse. A menudo se le ve como el novio de Clarabelle.

### Oswald el conejo afortunado
Oswald el conejo afortunado ("Oswald the Lucky Rabbit" en su versión original) es un conejo negro antropomórfico con pantalones azules que apareció por primera vez en el cortometraje Trolley Troubles (1927). Se le describe metaficcionalmente como el medio "hermano" mayor de Mickey en el videojuego Epic Mickey. Esta es una referencia al hecho de que Oswald era la principal estrella de dibujos animados de Walt Disney antes de la creación de Mickey Mouse, aunque en ese momento era propiedad de Universal Pictures. La eliminación de Disney de la serie Oswald en 1928 condujo a la creación de Mickey. En 2006, The Walt Disney Company adquirió los derechos de Oswald y desde entonces lo ha utilizado en la franquicia. En Epic Mickey no está claro si Mickey y Oswald son hermanos; La narración final de Yen Sid simplemente afirma que el mago espera que los dos héroes se consideren hermanos.

## Familiares

### Familia de Mickey Mouse

#### Felicity Fieldmouse
Felicity Fieldmouse (apellido de soltera Mouse) es la hermana mayor de Mickey y la madre de los sobrinos gemelos de Mickey, Morty y Ferdie. Apareció por primera vez en el debut de los cómics de Morty y Ferdie, Mickey's Nephews (1932): allí, parece mayor y no se dice que sea la hermana de Mickey. De hecho, Mickey la llama "Sra. Fieldmouse" como si fuera una conocida no relacionada, lo que implica que Morty y Ferdie llaman a Mickey "tío" como una forma de cortesía.
El editor danés Egmont Publishing volvió a utilizar el personaje en siete historias publicadas entre 2000 y 2008, reinventando algunos aspectos y absteniéndose de declarar que el antiguo y el nuevo personaje son el mismo. Esta nueva encarnación parece más joven y se identifica como la hermana de Mickey. Pasó a llamarse Felicity, un nombre que se mantuvo en la localización estadounidense de estas historias danesas. En las notas de producción de Egmont, su marido se llama Frank Fieldmouse, aunque el personaje nunca ha aparecido en una historia.

#### Morty y Ferdie Fieldmouse
Mortimer "Morty" y Ferdinand "Ferdie" Fieldmouse (también conocidos como "Tato y Nico" en Hispanoamérica) son los sobrinos gemelos de Mickey Mouse. Aparecieron por primera vez en la historia de la página dominical de Mickey Mouse de Floyd Gottfredson titulada Mickey's Nephews (1932). Desde entonces, han aparecido en muchas tiras cómicas e historias de cómics protagonizadas por Mickey Mouse y Pluto. Morty y Ferdie se mostraron por primera vez vistiendo camisas, pero sin pantalones ni calzoncillos. Más tarde se agregaron pantalones a su guardarropa.
Ferdie desapareció de la tira cómica de Mickey Mouse en 1943 porque Gottfredson pensó que los sobrinos se parecían demasiado. Tenía planes de traer a Ferdie de regreso más tarde como un ratón de biblioteca intelectual con anteojos con un sombrero y un abrigo de Eton con la explicación de que había estudiado allí. Sin embargo, Gottfredson nunca logró traer de vuelta a Ferdie, y Morty permaneció solo en la tira. Morty fue representado ocasionalmente con su mejor amigo llamado Alvin y una novia llamada Millie, ambos perros antropomórficos. Sin embargo, Ferdie nunca desapareció de las historias de los cómics. En los últimos años, algunas de las apariciones en cómics de Morty y Ferdie los han retratado como jugadores de fútbol (muy talentosos) en el equipo Riverside Rovers. Su madre es representada como una "mamá futbolista" solidaria. Morty y Ferdie también se enfrentan ocasionalmente a la sobrina de Minnie Mouse, Melody, y los sobrinos gemelos de Pete, Pedrito y Pepito, además de a enemigos de su tío.
En los libros infantiles anteriores a la Segunda Guerra Mundial producidos por Disney, los sobrinos solían llamarse Morty y Monty. Los libros anteriores contienen tres o más sobrinos con varios nombres, incluidos Maisie y Marmaduke. Morty no debe confundirse con el rival de Mickey del mismo nombre Mortimer Mouse, o el tío rico de Minnie, el Tío Mortimer. Morty es un personaje jugable en el videojuego Disney Golf.
En animación, los sobrinos de Mickey aparecen por primera vez en el cortometraje Giantland de Mickey Mouse de 1933, aunque la película muestra a Mickey con hasta 14 sobrinos al mismo tiempo. Al año siguiente los sobrinos vuelven a aparecer en Gulliver Mickey. El siguiente cortometraje, Mickey's Steam Roller, es la primera en mostrar a Mickey con solo dos sobrinos, que se puede suponer que son Morty y Ferdie, aunque no se nombran en la propia historia. Esto fue dos años después de que los gemelos debutaran en la tira cómica. Morty y Ferdie también hacen un cameo hacia el final de Boat Builders de 1938, y aparecen nuevamente en Mickey's Christmas Carol de 1983 en papeles con diálogo, aunque a diferentes edades, ya que uno de los gemelos asumió el papel del Pequeño Tim, mientras que el otro era el otro hijo de Bob Cratchit (interpretado por Mickey Mouse).
En 1999 hacen un cameo como niños del orfanato en el segmento de Mickey Mouse Works "La vuelta al mundo en ochenta días", que se utilizó nuevamente en House of Mouse, en dicha serie uno de ellos apareciendo brevemente en la historieta "Donald's Charmed Date" montado en una montaña rusa. También aparecen en el episodio de la serie Mickey Mouse "The Scariest Story Ever: A Mickey Mouse Halloween Spooktacular!", donde junto a Huey, Dewey y Louie se burlan de Mickey por no saber contar historias de miedo.
Morty y Ferdie aparecen como parte del equipo de Mickey y sus amigos en el videojuego de carreras Disney Speedstorm (2023).

#### Tía Ratolinda
La Tía Ratolinda ("Topolinda" en su versión original en italiano, y "Melinda Mouse" en inglés) es la tía de Mickey Mouse, creada por Romano Scarpa en 1960 para la historia "El collar Chirikawa", donde se muestra que cuidó a Mickey cuando era un bebé, pero un día, aprovechando un momento de distracción de la Tía Ratolinda, un joven Pete y su novia Trudy secuestraron a Mickey cuando aun era un bebé y la Tía Ratolinda se vio obligada a cambiar a Mickey por su collar indio, pero años más tarde, Mickey y su amigo Átomo descubrieron la verdad y recuperaron el collar.
Desde 2004, se ha convertido en un personaje recurrente en los cómics italianos de Disney.
La Tía Ratolinda es una anciana alta, de nariz larga y que viste de manera muy formal. Ella usa un par de aretes, pero sus orejas están cubiertas por cabello. El color de su pelo cambia según los coloristas, pero en historias recientes, parecen rubios. En su historia debut, la joven Tía Ratolinda tenía cabello negro.
Es una persona encantadora y alegre, y muy unida a su sobrino Mickey (con quien comparte la pasión por los misterios y las investigaciones), pero el recuerdo del secuestro del bebé Mickey le hizo desarrollar sentimientos de culpa y una actitud demasiado protectora hacia su sobrino.

#### Tío Jeremy
El Tío Jeremy es el tío de Mickey Mouse y hermano de Ratolinda Mouse, creado por Bruno Sarda en el año 2000 para la historia "Topolino e il tesoro di Alligator Bay" ("Mickey Mouse y el tesoro de Alligator Bay"). En algunas historias resaltan las diferencias de opinión entre el personaje y su sobrino Mickey, ya que la honestidad y la rectitud moral de Mickey no encuentran comparación en su tío, que prefiere vivir de su ingenio, llevando a cabo acciones que pueden rozar la deshonestidad. Vive en un barco amarrado en el puerto de Mouseton en compañía de su fiel loro, Agenore. Siempre dispuesto a buscar tesoros y éxitos fáciles, el tío Jeremy parece ser una especie de "oveja gris" para la familia Mouse. Pero incluso si le gusta jugar al mercenario alegre, a menudo muestra tener buen fondo. Por ello, Mickey lo aprecia y está dispuesto a hacer la vista gorda ante su comportamiento.

### Familia de Minnie Mouse

#### Millie y Melody Mouse
Millie y Melody Mouse son las sobrinas gemelas de Minnie Mouse. Minnie ha tenido una lista inconsistente de sobrinas. En Europa y Brasil, la mayoría de las veces se representa a una sola sobrina, llamada constantemente Melodia (Melody). Ella es una creación de Disney Studio de Jim Fletcher a mediados de los años sesenta, cuya "tarea" principal parece ser volver locos a Morty y Ferdie.
Sin embargo, en al menos otra historieta italiana o brasileña, Minnie tenía otra sobrina llamada Zizi (se desconoce si este era el nombre de la gemela de Melody o simplemente otro nombre para Melody). En Estados Unidos, las sobrinas gemelas de Minnie han aparecido con dos nombres: Millie y Melody y Pammy y Tammy. Aunque se desconoce el escritor de estos cómics, ambas fueron dibujadas por Paul Murry, quien rara vez trabajó con personajes que lucían los mismos nombres, incluso si aparentemente eran los mismos personajes. En Italia, hay otro grupo de sobrinas gemelas, Lily y Tiny, que están en la adolescencia. Estas sobrinas adolescentes aún no han aparecido en los cómics impresos en los EE. UU.
En los cómics estadounidenses se atribuye otro nombre que le da a la sobrina solitara de Minnie, Molly. Otro grupo de sobrinas aparece en uno de los primeros libros de Mickey Mouse de la década de 1940 como trillizas que se hacen llamar "Dolly, Polly y Molly", mientras que una sobrina solitaria atribuida a Mickey llamada "Maisie" (enumerada en Mickey Mouse: His Life and Times, 1986) aparece en la caricatura Gulliver Mickey (1934).
La única aparición cinematográfica posible de cualquier sobrina es en Mickey's Christmas Carol de 1983, donde Mickey Mouse, como Bob Cratchit, tiene una hija. En esta película, Morty y Ferdie interpretaron a los dos hijos de Cratchit (incluido uno como el Pequeño Tim), y dado que Melody parece ser el nombre más consistente utilizado para cualquier sobrina atribuida a Minnie, es probable que fuera Melody quien interpretó al papel de la hija de Bob Crachit.
En la serie de televisión House of Mouse, una de ellas aparece brevemente en la historieta "Donald's Charmed Date" montada en una montaña rusa. Millie y Melody aparecen como personajes regulares en la serie Minnie's Bow-Toons, spin-off de la serie La casa de Mickey Mouse, posteriormente apareciendo en esta última en el episodio "Minnie's Winter Bow Show", y tras ello apareciendo como personajes recurrentes en sus otros spin-offs, Mickey Mouse Mixed-Up Adventures y Mickey Mouse Funhouse.
Millie y Melody aparecen como parte del equipo de Mickey y sus amigos en el videojuego de carreras Disney Speedstorm (2023).

#### Tío Mortimer
El Tío Mortimer, creado por Walt Disney y Floyd Gottfredson para las tiras cómicas, es el rico tío ranchero de Minnie. Apareció por primera vez en la historia "Mickey Mouse in Death Valley" (1930), donde Minnie hereda una propiedad de él.
Después de eso, regresó en varias otras aventuras de tiras cómicas de Mickey Mouse de la década de 1930, en las que Gottfredson le dio una apariencia marcadamente diferente. Ocasionalmente ha aparecido en cómics más modernos. No debe confundirse con uno de los antagonistas de Mickey, también llamado Mortimer Mouse.

### Familia del Pato Donald

#### Huey, Dewey y Louie
Huey, Dewey y Louie Duck (conocidos respectivamente como "Hugo, Paco y Luis" en Hispanoamérica y "Juanito, Jaimito y Jorgito" en España) son los sobrinos traviesos de Donald que provocan a Donald con su famoso temperamento. Aparecieron por primera vez en 1937.

#### Scrooge McPato
Scrooge McPato (conocido como "Rico McPato" en Hispanoamérica y "Gilito McPato" en España) es el tío rico y tacaño de Donald, y el pato más rico del mundo. Vive en la ciudad de Duckburg y es de ascendencia escocesa. Scrooge apareció por primera vez en 1947.

#### Ludwing von Pato
El Profesor Ludwing von Pato (también conocido por su nombre original "Ludwig Von Drake", y como "Perico Librote" en cómics de España) es el excéntrico tío de Donald, científico, profesor y psiquiatra. Fue presentado en 1961.

### Familia de Goofy

#### Max Goof
Maximilian "Max" Goof (conocido como "Goofy Jr." en sus primeras apariciones en cortometrajes) es el hijo de Goofy. Ha aparecido con diferentes edades a lo largo de sus apariciones en películas y series.

#### Gilberto Goof
Gilberto Goof ("Gilbert Goof" en su versión original y algunos libros en español) es el sobrino de Goofy en las apariciones clásicas de los cómics de Disney y una contraparte más inteligente de Goofy. Fue creado por Bill Wright (trama y arte) y presentado por primera vez en Dell Four Color #562 (1954), en la historia "Relative Genius". Hizo numerosas apariciones en cómics en las décadas de 1950 y 1960. En un momento, se convirtió en el compañero de Súper Goof, llamándose a sí mismo "Súper Gilly" ("The Twister Resisters" en Super Goof #5). Desde entonces, ha aparecido en varias historias de cómics italianos.
Además de sus apariciones en cómics, también protagonizó varios libros de la serie Disney Cuentos Para Crecer, enfocada en los sobrinos de los personajes principales de Mickey Mouse & Friends aprendiendo lecciones de la vida.
Gilberto aparece como parte del equipo de Mickey y sus amigos en el videojuego de carreras Disney Speedstorm (2023).

#### Indiana Goofys
Indiana Goofys ("Indiana Pipps" en su versión original en italiano, y conocido como "Arizona Goof" en Estados Unidos) es un arqueólogo y primo de Goofy, quien aparece exclusivamente en los cómics italianos. Él es una clara parodia de Indiana Jones. El personaje fue creado en 1988 por Bruno Sarda (trama) y Maria Luisa Uggetti (arte) en la historia "Topolino & Pippo en: I predatori del tempio perduto" ("Mickey y Goofy en: Los depredadores del templo perdido").
Indiana tiene la rara costumbre de no usar camas, puertas o escaleras. En cambio, duerme en una tienda de campaña, entra y sale de las casas por las ventanas y trepa los pisos con una cuerda. A Indiana le gusta una marca específica de dulces de regaliz llamada "Negritas", sin la cual nunca viaja y es adicto al sabor, pero que todos los demás encuentran horrible. El coche de Indiana es un viejo jeep al que ha llamado cariñosamente Gippippa (Jeep + Pippo, el nombre italiano de Goofy). Indiana tiene un arqueólogo rival, el Dr. Kranz, que es codicioso y desvergonzado y no está por encima de recurrir al comportamiento criminal.
Indiana y Goofy se ven casi idénticos, lo que se ha utilizado como un dispositivo de trama, cuando Goofy se ha hecho pasar por Indiana para engañar al Dr. Kranz. Una pequeña diferencia en su apariencia es que Indiana tiene pelos colgando de sus orejas caídas, mientras que las orejas caídas de Goofy son suaves.

#### Abuela Goofy
La Abuela Goofy ("Grandma Goofy" en inglés) es la anciana pero enérgica abuela de Goofy, quien apareció por primera vez en las tiras cómicas dominicales de Mickey Mouse en 1944.
Ha hecho varias apariciones en historias estadounidenses de Mickey y Goofy, así como en historias italianas.
Aunque no ha hecho apariciones en animación, Goofy se hizo pasar por ella en el episodio "Goofy's Grandma" (2014) de la serie de televisión Mickey Mouse.

## Antagonistas

### Introducidos en animación

#### Pete
Pete ("Pedro" en Hispanoamérica; también llamado "Peg Leg Pete" ["Pete Pata Palo"/"Pedro Pata de Palo"] o "Black Pete" ["Pete el Negro"/"Pedro el Negro"], entre otros nombres) es un gato antropomórfico grande y con sobrepeso. Es el antagonista más recurrente en las historias de Mickey Mouse. Fue presentado por primera vez en 1925 como un oso. Su personaje va desde un criminal empedernido hasta una amenaza ética: dependiendo del contexto, es el archienemigo de Mickey o una simple molestia. En las primeras historias de tiras cómicas, fue emparejado con Sylvester Shyster antes de convertirse en el villano principal. En la serie de televisión La Tropa Goofy y las adaptaciones cinematográficas posteriores, se lo representa como el amigo y vecino explotador de Goofy.

#### Kat Nipp
Kat Nipp es un gato antropomórfico, mostrado como un tipo duro del campo, rival de Mickey Mouse.
Hizo su debut en el cortometraje The Opry House (1929), como un gato normal que se hacía pasar su cola por una serpiente para un acto de encantamiento de serpientes, mientras estaba escondido fumando su pipa. Las otras dos apariciones de Nipp en la animación también se produjeron en 1929, la primera siendo When the Cat's Away (con el nombre "Tom Cat"), apareciendo con un aspecto más antropomórfico vistiendo un peto y un gorro, donde tras marcharse de su cabaña provoca que Mickey, Minnie y otros ratones entren y hagan una fiesta en ella, y finalmente en The Karnival Kid, presentando un espectáculo en la feria del que Mickey se burla, provocando que Nipp se enfurezca. A menudo se confunde a Kat Nipp con Pete debido a sus similitudes en físico y rivalidad con Mickey.
Kat Nipp reapareció en 1931 en la tira cómica Mickey Mouse del periódico. Kat Nipp también se utilizó en las tiras cómicas producidas en el Reino Unido para Mickey Mouse Annual. El personaje se desvaneció rápidamente y solo apareció en un puñado de cómics desde mediados de la década de 1930. Su relación con Mickey en los cómics es similar a la de Donald con su vecino Jones.
Kat Nipp aparece en el videojuego Kingdom Hearts III (2019), apareciendo en el minijuego "The Karnival Kid" con su aspecto del cortometraje de mismo nombre, entre los personajes que piden menús a Sora.

#### El Doctor Loco
El Doctor Loco (también conocido como Dr. XXX) es un científico loco humano que actúa como un antagonista poco frecuente de Mickey. Apareció por primera vez en su corto homónimo, The Mad Doctor (1933), en el que intentó operar a Pluto uniendo su cuerpo al de un pollo; toda esta secuencia resultó ser una pesadilla de Mickey.
En el cortometraje de Roger Rabbit Dolor de barriga (1989) hace un cameo apareciendo una foto suya en el hospital.
Aparece como antagonista en algunos videojuegos, siendo un jefe enemigo en Mickey Mania, uno de los antagonistas principales en Epic Mickey y su secuela Epic Mickey 2, y un enemigo en el minijuego "The Mad Doctor" de Kingdom Hearts III.

#### El Diablo de Pluto
El Diablo de Pluto es la manifestación de la oscuridad interior de Pluto, guiándole por el mal camino cuando Mickey tiene alguna mascota nueva para deshacerse del otro animal, e intentando que Pluto evite escuchar a su Ángel, quien siempre frustra sus malas intenciones.
Debutó en el cortometraje Mickey's Pal Pluto de 1933, teniendo un aspecto similar a Pluto aunque siendo negro, caminando de pie, y con dos cuernos en la cabeza, donde Mickey y Minnie acogen a un grupo de gatitos callejeros, disfrutando Pluto inicialmente de su compañía, pero cuando aparece su Diablo, este intenta llenar la cabeza de Pluto con pensamientos negativos sobre los gatitos, pero el Ángel lo frustra. Más tarde aparecería en el corto de 1936 El elefante de Mickey (su única aparición sin el Ángel de Pluto), esta vez siendo verde, vistiendo una capa, y llevando un tridente más detallado (puesto que en su primera aparición solamente tenía dos puntas), donde tras que Pluto se pone celoso del elefante de Mickey, Bobo, el Diablo intenta llevar a Pluto por el mal camino para ir con el elefante. Su última aparición en un cortometraje fue en Lend a Paw (1941), teniendo su mismo aspecto que en El elefante de Mickey, donde tras que Mickey acoge a un gatito, provocando los celos de Pluto, el Diablo intenta que Pluto se deshaga de él.
En la serie Mickey Mouse Works, donde tiene un aspecto completamente rojo, el Diablo aparece en la historieta "Pluto's Kittens" (1999), donde tras que Mickey regaña a Pluto por sus travesuras en casa (realmente provocadas por unos gatitos que Pluto escondía), el Diablo aparece intentando convertir la tristeza de Pluto en rabia, y apareciendo posteriormente en la historieta "Minnie Takes Care of Pluto" (2000), donde intenta convencer a Pluto de que Minnie quiere deshacerse de él. En el spin-off House of Mouse, el Diablo vuelve a aparecer con el mismo aspecto en la trama principal del episodio "Pluto vs. Figaro" (2002), donde tras que Fígaro, el nuevo compañero de trabajo de Pluto, juega en lugar de trabajar, el Diablo aparece diciendo a Pluto que los gatos no causan más que problemas y que necesita deshacerse de él.
En la serie de televisión Mickey Mouse, el Diablo (con su mismo aspecto que en El elefante de Mickey y Lend a Paw) se le aparece a Pluto en el episodio "Easy Street" (2019) diciéndole que debe deshacerse de Goofy tras que este se instalara en la casa de Mickey.

#### El Lobo Feroz
El Lobo Feroz ("Big Bad Wolf" en su versión original en inglés) es un personaje originario del cortometraje Los tres cerditos (1933) y secuelas posteriores, aunque ocasionalmente formando parte del universo relacionado con Mickey Mouse y sus amigos, como es el caso del cortometraje Mickey's Polo Team (1936), donde aparece como parte del equipo de polo de Mickey junto con él, Goofy y Donald, o apareciendo en algunas historias de cómics.
En videojuegos, él y una Comadreja aparecen como socios de Pete en Magical Tetris Challenge, aparece como parte de los equipos en Disney Sports Soccer y Disney Sports Basketball, y es un personaje jugable en Disney Sorcerer's Arena como parte del grupo de "Mickey y sus amigos".
Como otros personajes de Disney, aparece como personaje recurrente en la serie House of Mouse, teniendo papeles importantes en los episodios "Big Bad Wolf Daddy", donde es el antagonista de la historia principal, y en "Pete's House of Villains", donde fue el único personaje de la serie aparte de los Seis Sensacionales y Ludwing von Pato en protagonizar una historieta proyectada durante la trama principal. En la serie The Wonderful World of Mickey Mouse, aparece como el antagonista principal del episodio "The Big Good Wolf", donde Mickey intenta reformarle, aunque sin éxito.

#### Los Fantasmas Solitarios
Los Fantasmas Solitarios son un grupo de fantasmas (normalmente cuatro) que hicieron su debut en el cortometraje Los fantasmas solitarios (1937), donde aburridos en su vieja mansión por haber estado un tiempo sin asustar a nadie, llaman a unos exterminadores de fantasmas, Mickey, Donald y Goofy, para que vayan a la mansión con el objetivo de asustarles. Tras hacerles varias jugarretas a los protagonistas, los tres exterminadores terminan cubiertos de harina y melaza, tomando una apariencia de fantasmas, con la que terminan asustando a los Fantasmas Solitarios, quienes huyen de la mansión.
En la serie Bonkers, un Fantasma Solitario aparece en el episodio "When the Spirit Moves You" como antagonista de la historia. Los Fantasmas Solitarios hacen apariciones en la serie House of Mouse como invitados en el club titular, y también en la película de esta, Mickey's House of Villains (donde también se muestra el cortometraje Los fantasmas solitarios entre las historietas que ven los personajes durante la trama), siendo parte de los villanos que se apoderan del club. En la serie The Wonderful World of Mickey Mouse, los Fantasmas Solitarios aparecen en el episodio "Houseghosts", donde después de que su casa fuera demolida como castigo por molestar a la gente del pueblo, Mickey les acoge amablemente en su casa, haciendo que los Fantasmas se aprovechen de su generosidad.
En el videojuego Mickey Mania, los Fantasmas Solitarios aparecen como enemigos menores en su mansión. Tres Fantasmas con un carácter más simpático, llamados Shakey, Clyde y Quakey, aparecen en el videojuego para PC En busca de las Llaves Secretas, guiando al jugador en los diferentes minijuegos. En el videojuego Epic Mickey, los Fantasmas Solitarios aparecen como habitantes del Páramo. Los Fantasmas Solitarios también aparecen como enemigos en el videojuego para móviles Disney Sorcerer's Arena. Los Fantasmas Solitarios aparecen como parte del equipo de Mickey y sus amigos en el videojuego de carreras Disney Speedstorm (2023).

#### Willie el Gigante
Willie el Gigante apareció por primera vez en el segmento "Mickey y las Habichuelas Mágicas" de la película Fun and Fancy Free (1947), actuando como el antagonista principal. En la historia, él es un gigante que habita en un castillo en las nubes, y secuestra al Arpa Cantora, la cual es posteriormente encontrada por Mickey, Donald y Goofy cuando entran en el castillo del gigante. Cuando intentan llevársela, Willie les persigue, y al bajar por la planta de habichuelas por la que llegaron a su castillo, Mickey y sus amigos la cortan, haciendo que caiga. Aun así, Willie sobrevive, apareciendo al final buscando aun a Mickey. En la historia también se muestra que tiene capacidades de transformación, pudiendo cambiar su aspecto, e incluso desaparecer.
En Mickey's Christmas Carol (1983), a Willie se le presenta de una manera mucho más positiva, interpretando al Espíritu de la Navidad Presente, mostrando a Ebenezer Scrooge (Scrooge McPato) la vida de su empleado Bob Cratchit (Mickey Mouse).
También ha hecho cameos en la película ¿Quién engañó a Roger Rabbit? (1988), apareciendo en un cartel en un cine de Toontown, la serie House of Mouse (2001-2003), apareciendo ocasionalmente en el club titular, y en el episodio de la serie The Wonderful World of Mickey Mouse "La Maravillosa Primavera de Mickey Mouse" (2022), apareciendo en la imagen de una bolsa de semillas con una apariencia que parodia al Alegre Gigante Verde (mascota de la marca Gigante Verde).
En la serie La casa de Mickey Mouse, Willie debuta en el episodio "Donald y las Habichuelas" (2006), donde le entrega unas habichuelas a Donald a cambio de su pollo mascota, pero cuando Donald intenta recuperarlo, Willie les persigue a él y a sus amigos, hasta que Mickey le da un osito de peluche para que se lo quede como mascota. Tras ello apareció ocasionalmente en la serie como amigo de Mickey y su pandilla. En la serie, tiene una actitud más amable y torpe que su versión original, y aunque habita en las nubes al igual que en "Mickey and the Beanstalk", vive en una granja en lugar de un castillo. También aparece como personaje recurrente en la serie derivada Mickey Mouse Funhouse, donde, en la tierra de Majestria, sigue siendo un gigante que habita en un granero en las nubes, mientras que en la Tierra de Mitos y Leyendas, aparece una versión alternativa del personaje llamado Willie el Leñador.
En videojuegos, Willie aparece en la versión para PlayStation del videojuego Mickey Mania (1996) en un nivel basado en "Mickey y las Habichuelas Mágicas", donde Mickey debe huir de él mientras el gigante le persigue. También apareció como personaje jugable desbloqueable en el juego para móviles Disney Crossy Road (2016-2020).
En los Parques Disney, Willie hace aparición en las tiendas Sir Mickey's de Magic Kingdom y Disneyland París, levantando parte del tejado y asomándose al interior (haciendo referencia a su escena al final de Fun and Fancy Free). Willie también es uno de los villanos referenciados en el espectáculo Disney Villains: Unfairly Ever After en Disney's Hollywood Studios.

#### Comadrejas
Las Comadrejas son unos personajes originarios del segmento "El Señor Sapo" de la película The Adventures of Ichabod and Mr. Toad (1949), donde actúan como antagonistas de la historia engañando al personaje protagonista al venderle un automóvil robado. Tras ello, se convirtieron en personajes recurrentes en producciones animadas de Disney relacionadas con Mickey y sus amigos. Por lo general se les presenta como unas comadrejas antropomórficas marrones y delgadas que visten con jersey, pantalones y gorra.
Una Comadreja aparece como atracador en el cortometraje de Goofy How to Be a Detective (1952). En Mickey's Christmas Carol (1983), dos Comadrejas aparecen como enterradores en el cementerio, enterrando a Ebenezer Scrooge (Scrooge McPato), y burlándose de que no haya ido nadie a despedirse de él. En ¿Quién engañó a Roger Rabbit? (1988), cinco Comadrejas parcialmente basadas en las de "El Señor Sapo", con aspectos y personalidades diferentes, forman la llamada "Toon Patrol" ("BujoPatrulla" en Hispanoamérica y "Patrulla de Dibullywood" en España), actuando como los antagonistas secundarios de la historia al servicio del Juez Doom. En El príncipe y el mendigo (1990), las Comadrejas aparecen como guardias reales, actuando como los antagonistas secundarios bajo las órdenes del Capitán de la Guardia (Pete).
En la serie de televisión Patoaventuras, dos Comadrejas aparecen como secuaces de Flintheart Glomgold en el episodio "Horse Scents", y otras dos Comadrejas de Australia aparecen en el episodio "Back Out in the Outback". En la serie Bonkers, una Comadreja aparece a modo de cameo en el episodio "The 29th Page" como sospechoso en una rueda de reconocimiento, mientras que en el episodio "Get Wacky", una Comadreja llamada Wacky tiene un papel más destacado como antagonista principal del episodio, teniendo una apariencia que se asemeja más a las Comadrejas de ¿Quién engañó a Roger Rabbit?, y que también tuvo aparición como enemigo en el videojuego Bonkers para Super Nintendo.
En la serie Mickey Mouse Works una Comadreja aparece en la caricatura "Mickey's Mechanical House" como agente inmobiliario vendiendo una moderna casa mecánica a Mickey. Las Comadrejas hacen varias apariciones en la serie House of Mouse. En el episodio "Pete's House of Villains", tras que los villanos comenzaran a hacerse cargo del club, Pete les puso a trabajar como camareros sustituyendo a los Pingüinos, pero robaban a los clientes mientras lo hacían. Algunas Comadrejas han aparecido en la serie con diferentes aspectos y profesiones, apareciendo una en el episodio "Los Tres Caballeros" trabajando como representante de Donald, u otra apareciendo en el episodio "Rent Day" como vendedor en una tienda de queso.
En la serie The Wonderful World of Mickey Mouse, las Comadrejas aparecen en el episodio "Cheese Wranglers" como unos bandidos que trabajan para Pete. En la serie Mickey Mouse Funhouse, una Comadreja femenina llamada Wheezelene actúa como antagonista recurrente, siendo la líder de dos Comadrejas llamados Cheezel y Sneezel.
En el videojuego Mickey Mania, las Comadrejas aparecen como enemigos en el nivel basado en "El príncipe y el mendigo", habiendo unas que lanzan cuchillos y otras que lanzan flechas. Una Comadreja y el Lobo Feroz aparecen como socios de Pete en Magical Tetris Challenge. Una Comadreja aparece en el videojuego Mickey Mouse Kindergarten, donde tras robarle la gorra al Jefe O'Hara, Mickey debe encontrarla escondida en un callejón. Las Comadrejas actúan como antagonistas principales en el videojuego Mickey's Speedway USA, secuestrando a Pluto para robarle el collar con incrustaciones de diamantes que lleva, por lo que Mickey y su pandilla se embarcan en una aventura alrededor del mundo para encontrar a las Comadrejas y rescatar a Pluto, hasta que en el epílogo del juego las Comadrejas son arrestadas. En el videojuego Mickey: Un día a tope, varias Comadrejas aparecen como secuaces de Pete en su plan para convertirse en alcalde de la ciudad, trabajando para él como policías o guardias de seguridad. Las Comadrejas son unos de los enemigos comunes en el videojuego de batallas Disney's Sorcerer's Arena.

### Introducidos en cómics

#### Sylvester Shyster
Sylvester Shyster es un abogado corrupto y una mente criminal malvada que generalmente se une a Pete. Algunos han descrito al personaje como una comadreja o una rata (siendo esta última la propia interpretación de Gottfredson), pero sus orejas sugieren que es más bien un canino antropomórfico, siendo también descrito como un lobo en algunas traducciones (en su versión en cómics italianos por ejemplo siendo llamado "Silvestro Lupo", que sería traducido como "Sylvester Lobo").
Apareció por primera vez en la tira cómica de aventuras "Mickey Mouse in Death Valley", la primera continuidad real de Mickey Mouse, que fue parcialmente escrita por Walt Disney y dibujada por Win Smith y otros artistas, antes de ser retomada por Floyd Gottfredson (trama y arte). En esta historia, Sylvester Shyster era un abogado corrupto que intentó, con la ayuda de su secuaz Pete, privar a Minnie Mouse de su herencia.
Shyster y Pete han estado causando problemas a Mickey y sus amigos desde entonces. Shyster generalmente se representa como el cerebro del dúo, con Pete actuando como el músculo. Después de la primera aparición de Shyster, Gottfredson no hizo más referencias a su profesión como abogado, aparte de su nombre. Los creadores posteriores ocasionalmente hicieron referencia al papel de Shyster como abogado, con una historia ("Ballade i Bøhland", 2007) que obligó a Shyster a defender al propio Mickey en un tribunal en el extranjero. Después de 1934, Shyster desapareció por un tiempo, dejando a Pete como el principal antagonista recurrente de Mickey. Hizo reapariciones en 1942, 1950 y nuevamente en varias historias creadas en Italia en la década de 1960. Más recientemente, la editorial Egmont Creative A/S (en Dinamarca) revivió a Shyster como un personaje regular, una función en la que continúa en la actualidad. Al igual que Mortimer, Shyster ocasionalmente muestra interés en convertir a Minnie en su novia.
Aunque Sylvester Shyster no ha hecho ninguna aparición animada en ninguna producción de Disney, aparece brevemente en el episodio "¿Quién se comió los gofres de Wally?" de la serie Paradise PD en la entrada de Disney World, siendo hasta la fecha la única aparición en animación del personaje.

#### Squick
Squick ("Eli Squinch" en su versión original) es un avaro malvado que apareció por primera vez como un villano en la tira cómica de Mickey Mouse en la historia de "Bobo the Elephant" (1934) como el dueño abusivo de un elefante que obligó a Mickey a vendérselo.
Squick regresó en varias historias más: originalmente representado como un hombre de negocios sin escrúpulos, se convirtió en un criminal total, teniendo junto a Pete un papel similar al que tuvo Sylvester Shyster en historias anteriores. Ha reaparecido esporádicamente en historias adicionales de cómics de Disney hasta el día de hoy, teniendo apariciones tanto en cómics de Estados Unidos como de varios territorios europeos.

#### Doctor Vulter
El Doctor Vulter es un simio antropomórfico, parecido a un gorila. El personaje fue creado por Ted Osborne (trama) y Floyd Gottfredson (trama y arte) en la historia Mickey Mouse y el misterioso "S" azote de los mares, publicada en la tira diaria de Mickey Mouse desde septiembre de 1935 hasta enero de 1936. Es un capitán pirata megalómano y científico loco, algo inspirado en el personaje del Capitán Nemo de Julio Verne. Utilizando un submarino futurista y un pequeño ejército de secuaces, plaga los mares robando varios barcos que pretende utilizar para sus planes de conquista mundial. Su arma principal es una máquina en forma de una gran garra que emite energía magnética: al colocarla contra el casco de un barco, Vulter puede convertir todo el barco de metal en un gran imán que pega las armas a la pared, haciéndolas inútiles.
El nombre que suena germánico de Vulter, su uniforme y su monóculo, así como sus planes de dominación mundial y pandilla militarista, son ecos evidentes de la amenaza Nazi de la época.
Después de ser derrotado por Mickey en su debut, Vulter nunca volvió a aparecer en las historias estadounidenses. Más tarde fue utilizado por autores italianos, comenzando con la historia de 1959 "Topolino e il ritorno dell'artiglio magnetico" ("Mickey Mouse y el regreso de la garra magnética") de Guido Martina (trama) y Giulio Chierchini (arte). El personaje se elaboró aún más en esta historia al afirmar que nunca dibujó planos de sus inventos, sino que lo mantuvo todo en su mente; esto resultó ser un pequeño problema cuando sufría de amnesia. Regresó ocasionalmente y todavía es utilizado de vez en cuando por autores italianos.

#### Mortimer Mouse
Mortimer Mouse es el rival de amores de Mickey. Apareció por primera vez en la historia de cómic "Mickey's Rival" en 1936, posteriormente ese mismo año teniendo su debut en animación en el cortometraje de mismo nombre, como el competidor de Mickey por el afecto de Minnie. Antes de ello, un personaje llamado Mr. Slicker apareció en la historia "Mr. Slicker and the Egg Robbers" (1930) de la tira periodística Mickey Mouse, siendo inicialmente un prototipo de Mortimer que con el tiempo llegó a ser considerado un personaje diferente a él.
En los cómics, pasó a llamarse brevemente Montmorency Rodent, en un intento de diferenciarlo del tío preexistente de Minnie con el mismo nombre, pero el nuevo nombre no se mantuvo. El rival de Mickey una vez más se llamó Mortimer en cómics posteriores y apariciones animadas.
Después de varias décadas desde su debut, el personaje no volvió a aparecer en animación hasta Mickey's Once Upon a Christmas (1999), donde aparece en el segmento "Mickey and Minnie's Gift of the Magi" como el jefe de Minnie, siendo el dueño de unos grandes almacenes. Esta es también hasta la fecha la única aparición del personaje en un largometraje; aunque en la película La Navidad Mágica de Mickey (2001) se le puede ver entre el público tras que Ludwig Von Drake se marcha volando en su trineo, sin embargo siendo solamente una breve aparición.
Mortimer ha aparecido en varias series de televisión, comenzando en la segunda temporada de la serie Mickey Mouse Works (2000), y su spin-off House of Mouse (2001-2003), apareciendo en ambas series como rival recurrente de Mickey, principalmente por el afecto de Minnie. En la serie La casa de Mickey Mouse, Mortimer apareció en un cameo sin hablar en el episodio "Minnie's Birthday" (2006), sentado debajo de un árbol tocando la guitarra, tiempo después apareciendo en el episodio "Super Adventure!" (2013) con un papel más prominente, como un súper villano llamado Megamort que tiene la intención de reducir el tamaño de la casa club, aliándose con Pete para ello. Mortimer tiene apariciones recurrentes en la serie Mickey Mouse (2016-2018), y tiene una participación principal en el episodio "The Brave Little Squire" de su serie derivada The Wonderful World of Mickey Mouse (2020). En la serie Mickey and the Roadster Racers, apareció en el episodio "Daredevil Goofy!" (2017) como un piloto de carreras bajo el nombre de Morty McCool, siendo el ídolo de Goofy, hasta que este ve que no es nada agradable. En Mickey Mouse Funhouse, Mortimer aparece en el episodio "Maybe I’m a Maze" (2022), presentándose como un amigo de Mickey, pero al que Minnie ve como una mala influencia para Mickey. Tras ello apareció como un personaje recurrente en la serie, uniéndose a los protagonistas en los episodios "Seas the Day!", "Please and Thank You" y "Call Me Cora!", manteniendo una actitud molesta en sus apariciones, aunque siendo más amigable que en otros medios.
Mortimer es un personaje jugable en el videojuego Disney Golf (2002). También aparece en tres de los títulos de la serie de videojuegos Disney Sports lanzados en 2002: Disney Sports Soccer, Disney Sports Football, y Disney Sports Basketball; en ellos es el líder del equipo The Imperials, aunque también forma parte del equipo Pete's All-Stars junto con Pete y el Lobo Feroz. Mortimer apareció como un personaje jugable desbloqueable en el juego para móviles Disney Crossy Road (2016-2020).

#### The Phantom Blot
The Phantom Blot ("Mancha Negra" en los cómics de habla hispana, "La Mancha Fantasma" en apariciones en animación en Hispanoamérica, "El Fantasma de Tinta" en apariciones en animación en España, entre otros nombres a lo largo de sus diferentes apariciones) es un misterioso enemigo de Mickey Mouse que viste una sábana negra que le cubre el cuerpo. Creado en 1939 en la tira cómica de Floyd Gottfredson, se convirtió en un personaje muy recurrente en los cómics europeos, donde es uno de los archienemigos de Mickey, solo superado por Pete. También fue reutilizado, en menor medida, en historias americanas.

#### El Espía Poeta
El Espía Poeta ("The Rhyming Man" en su versión original en inglés) es un villano que debutó en la historia de tira cómica "Mickey Mouse y el espía poeta" (1948), escrita por Bill Walsh con arte de Floyd Gottfredson. Es un espía que trabaja para una nación extranjera no especificada, cuyo nombre deriva del hecho de que siempre habla en rimas. Un personaje inusualmente oscuro y violento para los estándares de los cómics de Disney, puesto que hasta se demostró que asesinó a uno de sus subordinados. También fue representado como poseedor de una fuerza casi sobrehumana, cuyo origen nunca se explicó. Aunque los autores estadounidenses nunca lo volvieron a usar después de su debut, el personaje se reutilizó en los cómics italianos a partir de 1994 con la historia "Topolino e il ritorno della spia poeta" ("Mickey y el retorno del espía poeta"), donde parecía haberse reformado, posteriormente en 2008 convirtiéndose en el antagonista central de la historia de ciencia ficción de cuatro partes "Topolino e il mondo che verrà" ("Mickey y el mundo por venir") en la que vuelve a sus raíces villanas.

#### Tuerto
Tuerto ("Scuttle" [también llamado "Weasel" o "Catfoot" en algunas historias] en su versión original, también llamado "Ruper" en algunos cómics en español) es el compañero y la mano derecha de Pete. Admira a Pete y piensa en él como el mayor cerebro criminal de todos los tiempos. Sin embargo, el propio Tuerto no es muy inteligente y, por lo general, no comprende los planes y órdenes de Pete, para disgusto de este último.
Físicamente, Tuerto es mucho más delgado que el obeso Pete, tiene una cara alargada y generalmente se lo representa con una barba tupida. Algunas historias han mostrado que Tuerto tiene más educación que Pete en algunas áreas. Por ejemplo, una historia de cómic en la que los dos estaban robando objetos de arte mostró que Tuerto es un crítico de arte educado, a diferencia de Pete, a quien solo le importa el valor monetario. Tuerto a menudo se ha asociado con otro criminal como compinche llamado Dum-Dum. Los dos a veces han trabajado juntos como secuaces de Pete, o por cuenta propia como dúo criminal.
En animación, la silueta del que puede ser un personaje prototipo para Tuerto, junto a la de quien podría ser Pete, se muestra al comienzo del cortometraje Donald's Lucky Day (1939) hablando sobre la bomba que deben entregar. Apareció en el episodio de la serie Patoaventuras "Pearl of Wisdom", como un marinero llamado "Yardarm", y en el episodio "Back to the Klondike" como otro personaje, actuando como mayordomo de Dangerous Dan, el villano del episodio (sin relación con el enemigo de Mickey de mismo nombre).

#### Dum-Dum
Dum-Dum es el cómplice criminal de Tuerto, así como el esbirro de Pete. Es un perro antropomórfico bastante grande, en la mayoría de sus apariciones a menudo teniendo barba, aunque corta.
Hizo su debut en la historia del Pato Donald "Captures the Range Rustlers" (1951), después de ello apareciendo como antagonista secundario en historias de Mickey Mouse en cómics estadounidenses de finales de la década de 1950 y principios de la década de 1960. Tras ello siendo rara vez utilizado en historias del país, aunque convirtiéndose en un antagonista regular en los cómics italianos durante las décadas de 1960 y 1970.
Por lo general, forma pareja con Tuerto como dúo criminal, a menudo intercambiando roles entre quién actúa como músculo y quién como cerebro del dúo (en historias donde Pete no está) dependiendo del autor.

#### Beagle Boys
Los Beagle Boys son una familia de ladrones, principalmente asociados con el universo del Pato Donald, aunque ocasionalmente han servido de enemigos para Mickey en algunos cómics, y algunas producciones animadas como la película Mickey, Donald, Goofy: Los Tres Mosqueteros (2004), o el episodio "Touchdown and Out" (2017) de la serie de televisión Mickey Mouse y el episodio "Keep on Rollin'" (2020) de su spin-off The Wonderful World of Mickey Mouse, o como rivales de Goofy en su debut animado en Sport Goofy in Soccermania (1987).

#### Trudy Van Tubb
Trudy Van Tubb es una gata antropomórfica obesa, y la novia de Pete, con quien suele compartir el oficio de delincuente. Tiene un tamaño y una forma de cuerpo similares a los de Pete, pero su cabello se representa como gris o naranja según las historias, mientras que el cabello de Pete es negro. Trudy no es muy hábil como delincuente, pero es una cocinera experta y Pete disfruta de su cocina.
Trudy es muy devota de Pete y, a menudo, se pone celosa de Minnie Mouse y otras mujeres que Pete secuestra para pedir rescate. Cuando los dos son atrapados, Trudy a menudo se sale con la suya con una sentencia más indulgente debido a su menor participación.
Trudy fue creada por Romano Scarpa en 1960 para la historia "El collar Chirikawa". Desde entonces, ha aparecido exclusivamente, aunque con mucha regularidad, en historias italianas.

#### Emilio Águila
Emilio Águila ("Emil Eagle" en inglés) es un científico loco y, como su nombre indica, un águila antropomórfico, que apareció por primera vez en 1966 en el universo del Pato Donald como rival de Gyro Gearloose. Desde entonces ha aparecido alternativamente en los universos del Pato Donald y Mickey Mouse. En este último universo, es un antagonista recurrente de Mickey Mouse y, en particular, de Goofy en su encarnación Súper Goof, en cuyo caso Emilio Águila se convierte en una especie de Lex Luthor.

#### Dangerous Dan e Idgit the Midget
Dangerous Dan McBoo (traducido como "El Peligroso Dan McBoo"; "Daniel Cruel" en España) e Idgit the Midget (traducido como "Idgit el Enano"; a veces escrito "Idjit"; "Chuiqui el Enano" en España) son un par de criminales creados por Paul Murry en la historia de cómics de 1966 "The Treasure of Oomba Loomba". El grande y obeso Dangerous Dan es el músculo del dúo, mientras que el calvo y diminuto Idgit es el cerebro. Aparecieron como antagonistas recurrentes de Mickey Mouse en varias historias de cómics.

#### El Profesor Nefario
El Profesor Nefario ("Professor Nefarious" en su versión original) es una parodia del Profesor Moriarty, y el archienemigo de Sleuth. Es un villano que se origina en el cómic de 1975 The Case of the Pea Soup Burglaries.
Nefario es un cerebro criminal con sede en Londres, y se ve a sí mismo como un "maestro del crimen" para sus tres secuaces, los alumnos Fliplip, Sidney y Armadillo. Su escondite es una casa destartalada con las palabras "Universidad de Ciencias Penales" escritas en la puerta principal. Si bien Nefario es razonablemente inteligente (aunque su propia megalomanía a veces obstaculiza sus planes), sus tres cómplices son villanos cómicos completamente ineptos. Mickey y Sleuth encarcelan a la pandilla al final de cada historia, aunque el mismo Nefario generalmente logra escapar. Nefario nunca se da cuenta de que Sleuth no tiene ni idea de lo que hace y que el asistente de Sleuth, Mickey Mouse, es quien realmente lo frustra.
En animación, el personaje apareció bajo el nombre de "Profesor Hoodi-doodi" en la serie Patoaventuras en el episodio "Dr. Jekyll & Mr. McDuck" (1987). En dicho episodio, él es un infame criminal con una doble identidad como un delincuente llamado Jack the Tripper (una parodia de Jack the Ripper).

#### Gatostein
Gatostein ("Plottigat" en su versión original en italiano y antiguamente en cómics en español, y conocido como "Portis" en Estados Unidos) es un gato antropomórfico, creado por Romano Scarpa en la historia de 1977 "Topolino e il Pippo-Lupo" ("Mickey y el Goofy-Lobo"). Él es el primo de Pete, un científico loco representado como un cerebro criminal arrogante y megalómano. Gatostein es a menudo cómplice de Pete y Trudy, pero ocasionalmente trabaja solo o con otros villanos como Mancha Negra. El personaje ha aparecido exclusivamente en historias italianas.

#### Pedrito y Pepito
Pedrito y Pepito ("Pierino & Pieretto" en su versión original en italiano) son los dos sobrinos gemelos de Pete, como es costumbre entre los sobrinos de otros personajes siendo físicamente idénticos a su tío. Aparecieron por primera vez en la historia de 1991 "Mickey y un favor de nada", creada por Carlo Panaro y Corrado Mastantuono, en la que al estar Pete en la cárcel y no poder recibir a sus sobrinos, estos se marchan directamente a la casa de Mickey, causándole problemas. Aunque tal vez no son tan deshonestos como su tío, ambos son bastantes traviesos. Aunque inicialmente fueron creados para una sola aparición, los dos terremotos fueron recuperados por Francesco Artibani en la historia "Miseria y nobleza" (1993), y transformados en personajes recurrentes en los cómics italianos apareciendo en historias de varios autores.

#### Míster Vértigo
Mister Vertigo es un villano originario de los cómics italianos, debutando en 2020 en la historia "Topolino e le notizie di Mister Vertigo" ("Mickey y la noticia de Mister Vertigo"). Es un personaje de baja estatura que usa una máscara amarilla con una espiral dibujada en el centro, ocultando su identidad. Se mueve detrás de la realidad como un titiritero con su teatrito, y ama la mentira por encima de todo.

## Otros personajes secundarios

### Introducidos en animación

#### Hortensia
Hortensia ("Ortensia the Cat" en inglés) es una gata antropomórfica, y la novia de Oswald el conejo afortunado. Apareció en los cortometrajes de Oswald comenzando con "The Banker's Daughter" (1927; corto perdido), reemplazando al anterior interés romántico de Oswald, una coneja llamada Fanny. El nombre original de Hortensia durante la producción de los cortometrajes de Oswald era Sadie, como se referencia en el título de "Sagebrush Sadie" (1928; corto perdido).
Los nombres para los intereses románticos de Oswald nunca fueron ampliamente publicitados, lo cual es probablemente la razón por la que se le dio un nuevo nombre en el videojuego Epic Mickey (2010), siguiendo el patrón de aliteración de la relación reflejada de Mickey y Minnie.
A menudo, en los cortos originales, Oswald competía con Pete por su afecto. También apareció en cortos de Oswald producidos por Charles Mintz y más tarde por Walter Lantz. En los cortos de Lantz, la llamaban "Kitty". Para agregar algo de confusión, las sinopsis de derechos de autor de algunos cortos de Mintz y Lantz se refieren erróneamente a Hortensia/Kitty como Fanny.

#### Clara Cluck
Clara Cluck ("Clara Gallina" en Hispanoamérica, y en ocasiones "Clara Clueca" en España) es una gallina antropomórfica que debutó en 1934 en el cortometraje de Mickey Mouse Orphan's Benefit. Desde entonces ha aparecido como un personaje semirregular en los dibujos animados de Mickey Mouse. En los cómics, se la muestra en el universo del Pato Donald como la mejor amiga de Daisy. Clara ha sido miembro de la pandilla original de Mickey desde el comienzo de su carrera, aunque se la ve con menos frecuencia que Clarabelle y Horace.
El canto de Clara pretende ser una caricatura del estilo del Bel canto, canto de ópera popular en el momento de su aparición. 
En sus apariciones en animación, ella no habla, expresándose mediante cacareos, mientras que en sus apariciones en cómics sí que tiene tiene diálogos.
Su última aparición importante en los cortometrajes fue como uno de los músicos en Symphony Hour (1942). Curiosamente, aunque se la ve en las escenas de ensayo al principio, no se la ve en las escenas de actuación al final. Tiempo después, como muchos otros personajes de Disney, tuvo pequeños cameos en las películas Mickey's Christmas Carol (1983), ¿Quién engañó a Roger Rabbit? (1988), y Once Upon a Studio (2023).
En series de televisión, tuvo algunas apariciones en Mickey Mouse Works (1999), donde se la presenta como la vecina de Daisy, y apareció ocasionalmente en el spin-off House of Mouse (2001). También apareció como personaje recurrente en la serie Mickey and the Roadster Racers (2017), donde es madre de dos polluelos llamados Cleo y Clifford.
Clara hizo un cameo en el videojuego Kingdom Hearts II (2005) en el mundo Río Eterno junto con otros personajes como Clarabella y Horacio como ciudadanos del mundo, con un aspeceto de personajes antiguos en blanco y negro, siendo también uno de los pocos casos en los que el personaje habla con diálogos, apareciendo estos como texto cuando se interacciona con ella. También apareció en el juego para móviles Disney Crossy Road (2016-2020) como personaje jugable desbloqueable. Clara Cluck aparece como parte del equipo de Mickey y sus amigos en el videojuego de carreras Disney Speedstorm (2023).
En los Parques Disney, hace apariciones en desfiles, y raramente hace apariciones como personaje para conocer y saludar en Magic Kingdom de Walt Disney World.

#### Peter Pig
Peter Pig es un cerdo antropomórfico en los cortometrajes y cómics de Disney de la década de 1930. Fue presentado en The Wise Little Hen (1934), en la que era el amigo perezoso y codicioso del Pato Donald. La segunda aparición de Peter Pig en un cortometraje de Disney fue en The Band Concert (1935), en el que Peter tocaba la tuba y un cerdo similar más corpulento llamado Paddy Pig tocaba la trompeta (a veces siendo al revés dependiendo de los medios en los que son mencionados). Su tercera y última aparición en un cortometraje fue en The Riveter (1940), apareciendo brevemente como el remachador que es despedido por Pete al principio de la historia.

#### Percy y Patricia Pigg
Percy y Patricia Pigg (a veces el apellido siendo escrito como "Pig") son un matrimonio de cerdos antropomórficos, generalmente ambos mostrados con una apariencia corpulenta.
Percy debutó en 1929 en el cortometraje The Opry House, Patricia debutando ese mismo año en Mickey's Follies, también segunda aparición de Percy, y único cortometraje en la que ambos personajes aparecen juntos. Tras ello, Percy apareció en los cortometrajes The Barnyard Concert (1930), The Chain Gang (1930) y Traffic Troubles (1931), mientras que Patricia apareció en The Shindig (1930), Mickey's Revue (1932) y The Whoopee Party (1932).
Tras sus apariciones en cortometrajes, ellos comenzaron a aparecer en cómics, pero los dos personajes no volvieron a aparecer en animación hasta 1983, en Mickey's Christmas Carol, apareciendo brevemente bailando durante la fiesta de Fezzywig, con un aspecto más delgado que el que tienen habitualmente.
Percy aparece en el videojuego Kingdom Hearts III (2019) en el minijuego "Taxi Troubles" (basado en el corto Traffic Troubles, y apareciendo con el aspecto de esa historia), donde es uno de los personajes que Sora debe recoger en su taxi.

#### Huérfanos
Los Huérfanos son un grupo rebelde de niños (siempre luciendo como una versión pequeña de Mickey Mouse vestidos con un camisón) para quienes la pandilla de Mickey siempre está tratando de ayudar en forma de espectáculos y otras actividades. Sin embargo, la filantropía de la pandilla generalmente no se devuelve con el mismo espíritu.
Una versión previa de ellos apareció en Mickey's Nightmare (1932), siendo en esta historia los hijos que Mickey tiene con Minnie en un sueño de Mickey.
Su siguiente aparición, esta vez como personajes reales, fue en Giantland (1933), donde Mickey, al que ellos se refieren como "Tío Mickey", les cuenta su versión de la historia de Jack y las habichuelas mágicas. Algo similar ocurre en Gulliver Mickey (1934), donde Mickey les cuenta su versión de Los viajes de Gulliver.
Fueron mencionados por primera vez como "Huérfanos" en Orphan's Benefit (1934), donde Mickey y sus amigos organizan un espectáculo para ellos (dicho cortometraje teniendo también una nueva versión en 1941). Posteriormente Mickey y Donald se encargaron de su cuidado en Orphans' Picnic (1936), organizando un pícnic para ellos, y Mickey's Circus (1936), ofreciéndoles un espectáculo circense.
En Pluto's Party (1936), donde son referidos como los sobrinos de Mickey, aparecen con un aspecto más mayor y su apariencia siendo como la apariencia moderna de Mickey (siendo similares a Morty y Ferdie). También Mickey menciona los nombres de algunos de ellos, entre los que se incluye (en su versión original en inglés): Jimmy, Billy, Freddy, Georgie, Huey, Dewey, Louie (sin relación los tres últimos con los sobrinos de Donald de mismo nombre), Ronnie, y Tommy.

#### El Ángel de Pluto
El Ángel de Pluto es la manifestación de la bondad interior de Pluto, guiándole por el buen camino intentando que Pluto evite escuchar a su Diablo.
Debutó en el cortometraje Mickey's Pal Pluto de 1933, teniendo un aspecto similar a Pluto aunque caminando de pie, con dos alas y llevando guantes, donde Mickey y Minnie acogen a un grupo de gatitos callejeros, el Diablo de Pluto intenta llenar la cabeza de Pluto con pensamientos negativos sobre los gatitos, pero el Ángel lo frustra. Volvió a aparecer en el cortometraje Lend a Paw (1941), esta vez teniendo un tono de piel rosado, una aureola sobre la cabeza, y vistiendo una túnica y sin guantes, donde tras que Mickey acoge a un gatito, provocando los celos de Pluto, el Diablo intenta que Pluto se deshaga de él, pero el Ángel aparece intentando detener las malas acciones del Diablo.
En la serie Mickey Mouse Works, teniendo un tono de piel más amarillento, el Ángel aparece en la historieta "Pluto's Kittens" (1999), donde aconseja a Pluto cuando este rescata a unos gatitos, y apareciendo posteriormente en la historieta "Minnie Takes Care of Pluto" (2000), donde tras que Pluto piensa que Minnie quiere deshacerse de él, el Ángel le dice que Minnie siempre lo ha amado y lo amará con cariño. En el spin-off House of Mouse, el Ángel vuelve a aparecer con el mismo aspecto en la trama principal del episodio "Pluto vs. Figaro" (2002), donde tras que el Diablo intenta convencer a Pluto de que se deshaga de Fígaro, su nuevo compañero de trabajo, el Ángel intenta frustrar esas malas intenciones.
En la serie de televisión Mickey Mouse, el Ángel (con su mismo aspecto que en Lend a Paw) se le aparece brevemente a Pluto en el episodio "Easy Street" (2019), donde tras que el Diablo le dice que debe deshacerse de Goofy tras que este se instalara en la casa de Mickey, el Ángel aparece y en un raro caso en el que está de acuerdo con el Diablo exclama: "¡Amén!".

#### Yen Sid
Yen Sid es un poderoso brujo originario del segmento El Aprendiz de Brujo de la película Fantasía (1940), donde Mickey trabajaba como su aprendiz. Posteriormente apareció en otros medios relacionados con Mickey, incluyendo algunos cómics, series de televisión, y videojuegos (destacando sus apariciones en Kingdom Hearts y Epic Mickey).

#### El Narrador de "Cómo..."
El Narrador debutó en el cortometraje Goofy's Glider (1940), desde entonces ejerciendo como el narrador que sirve como guía en cortometrajes protagonizados por Goofy donde muestra cómo realizar diferentes tipos de actividades. El Narrador también tiene participación en las series de televisión La tropa Goofy (1992), Mickey Mouse Works (1999-2000), House of Mouse (2001-2003) y How to Stay at Home (2021).

#### Pete Junior
Pete Junior, más conocido simplemente como P.J., es el hijo de Pete.
Apareció por primera vez en el cortometraje Bellboy Donald (1942), como un niño pequeño travieso que incordia a Donald, quien trabaja como botones en el hotel donde Pete Junior se aloja con su padre.
Más tarde, apareció en la serie de televisión La Tropa Goofy (1992), pasando a ser conocido simplemente como "P.J.", esta vez como un amable preadolescente, con un físico similar a su padre, y siendo el mejor amigo de Max Goof. En la serie es el mayor de los hijos de Pete y Peg, y hermano mayor de Pistol. Está en el mismo curso escolar que Max, es muy tranquilo, y el tipo de chico que nunca está entusiasmado con muchas cosas, excepto cuando él y Max están trabajando juntos para lograr algo. A veces se cuestiona la inteligencia de su padre, cada vez que este le involucra en alguno de sus planes o esquemas. También aparece en el videojuego basado en la serie y cómics relacionados.
Después de eso, apareció en la película A Goofy Movie (1995), también en el papel del mejor amigo de Max, ayudándole en sus planes para conquistar a Roxanne. Después apareció en la secuela, An Extremely Goofy Movie (2000), donde él, Max y su amigo Bobby van a la universidad, y compiten en los Juegos Universitarios X para lograr derrotar a los Gammas. En la película también comienza una relación con una Chica Barista, con la que comparte pasión por la poesía.
En la serie Patoaventuras de 2017, P.J. hace un cameo en el episodio "Quack Pack!", apareciendo en una de las fotos de la billetera de Goofy, donde se le ve como vendedor de algodón de azúcar.

#### José Carioca
José Carioca es un loro brasileño verde que aparece por primera vez en la película de Saludos Amigos (1942) junto al Pato Donald. Regresó en la película Los tres caballeros (1944) junto con Donald y el gallo mexicano Panchito, y de nuevo como compañero de Donald en Melody Time (1948). También es el protagonista de su propia serie de cómics. José es de Río de Janeiro, Brasil (de ahí el nombre "Carioca", que es un término usado para una persona nacida en Río de Janeiro).

#### Panchito Pistolas
Panchito Pistolas es un gallo rojo mexicano que fue creado como el tercer caballero titular (junto con el Pato Donald y José Carioca) para la película de 1944 Los tres caballeros. Más tarde apareció en varios cómics de Disney y series de televisión.

#### Pájaro Aracuan
El Pájaro Aracuan, o Pájaro Aracuano, es un loco pájaro también conocido como el "Payaso de la Selva". Debutó en el largometraje Los tres caballeros (1944), tras ello apareciendo en otras películas y series de televisión.

#### Gyro Gearloose
Gyro Gearloose ("Ungenio Tarconi" en España y "Giro Sintornillos" o "Ciro Peraloca" en Hispanoamérica) es un pollo antropomórfico, y el inventor más famoso de Duckburg, aunque es muy amigo de Donald y Scrooge McDuck, también se ha unido a Mickey y los suyos en ocasiones.

#### Roxanne
Roxanne es un personaje originario de la película A Goofy Movie (1995) como el interés romántico de Max. En la película, Max muestra haber estado siempre enamorado de ella, y tras un encuentro después de que él tropieza por las escaleras y ella la ayuda a levantarse, y posteriormente hacer un espectáculo donde imita al cantante Powerline, ella comienza a fijarse en él. Después de acercarse a él y conversar, Max termina pidiéndole que le acompañe a la fiesta que celebrará la mejor amiga de Roxanne, Stacy, para ver el concierto de Powerine en directo. Sin embargo, Max cancela su cita debido a que su padre le lleva con él de vacaciones, pero le miente diciéndole que no puede ir con ella debido a que su padre es amigo de Powerline e irán a su concierto. Al final, después de regresar Max le cuenta la verdad, y le dice que minitó para intentar gustarla, pero ella le dice que ya le gustaba desde que se conocieron.
Tras la película, Roxanne apareció en dos cómics sobre La Tropa Goofy en la revista Disney Adventures: "My Hero" (octubre de 1995), donde se muestra que asiste a la misma clase que Max en la escuela; y "Gorilla in Our Midst" (abril de 1997), última historia de La Tropa Goofy en la revista. También apareció en la historia "Je T'Ayuck" (febrero de 1997) de la revista francesa Le Journal de Mickey.
Roxanne apareció en la serie de televisión House of Mouse en el episodio "La cita embarazosa de Max", donde Max tiene una cita con ella en el club titular temiendo que su padre lo estropee avergonzándole, pero sin embargo, son los demás trabajadores del club los que no paran de avergonzarle estando pendientes de que tengan una velada romántica, finalmente siendo Goofy el que pide que les dejen estar a solas. En la serie Patoaventuras de 2017, Roxanne hace un cameo en el episodio "Quack Pack!", apareciendo junto a Max en una de las fotos de la billetera de Goofy.
En una adaptación de 2021 en Estados Unidos de una novela gráfica francesa de A Goofy Movie de 1996, su nombre completo es mencionado como "Roxanne Rover".

#### Cuckoo Loca
Cuckoo Loca ("Cucu Loca" en Hispanoamérica y "Cuqui Loqui" en España) es una pequeña cuclilla amarilla de un reloj de cuco con un lazo rosa en la cabeza y una cola en forma de llave de cuerda de reloj que le sirve para volar al hacerla girar, introducida en la serie Minnie's Bow-Toons (2011) trabajando en la boutique de Minnie junto a ella y Daisy.
Tras ello se convirtió en un personaje frecuente en las series y producciones derivadas de esta, apareciendo en la serie Mickey Mouse Mixed-Up Adventures (2017) como una de los personajes principales en las historias centradas en Minnie y Daisy, ayudándolas con sus encargos. Posteriormente apareció como personaje recurrente en la serie Mickey Mouse Funhouse (2021). En 2021 apareció en el especial de Halloween para televisión "Mickey's Tale of Two Witches", y en el mismo año en el especial de Navidad "Mickey and Minnie Wish Upon a Christmas".
En el especial para televisión en stop motion Mickey salva la Navidad (2022), Cuckoo Loca hace un cameo saliendo una figurilla de ella del reloj de cuco en el taller de Santa Claus.
Su nombre es probablemente una referencia a cuando la gente compara a alguien a quien se le considera que está loco con un pájaro cuco.

### Introducidos en cómics

#### Butch
Butch es un perro antropomórfico, que apareció por primera vez como un gánster en "Mr. Slicker and the Egg Robbers" (1930) como segundo al mando de la banda criminal de Mr. Slicker (personaje que sirvió de prototipo para Mortimer Mouse), posteriormente reformándose y haciéndose amigo de Mickey, manteniéndose como tal apareciendo en historias posteriores como personaje secundario hasta junio de 1931. Fue revivido en la década de 1990 como miembro del elenco secundario de Mickey en los cómics europeos de Disney, compartiendo aventuras con él o con Goofy. Butch no ha tenido una educación sólida, pero es muy espabilado. Vive en una cabaña en el bosque a las afueras de Mouseton. No debe confundirse con uno de los antagonistas de Pluto, también llamado Butch. 

#### Gideon Goat
Gideon Goat, o "Giddy Goat", es una cabra antropomórfica, que fue un personaje secundario en las tiras cómicas de Mickey Mouse de la década de 1930. Gideon apareció por primera vez en Mickey Mouse Book #1 de 1930. Apareció en varios cómics de Disney impresos en Estados Unidos y Europa hasta 1938.
Por lo general, se lo caracterizaba como un granjero o el sheriff local. Gideon está casado con una cabra antropomórfica llamada Gertie (presumiblemente diminutivo de "Gertrude") que apareció en varios de los primeros cómics de Mickey Mouse, principalmente como personaje de fondo. Floyd Gottfredson hizo un uso regular de Gideon en sus tiras cómicas y, en ocasiones, los artistas posteriores tomaron prestado el personaje.

#### Doctor Einmug
El Doctor Einmug es un científico que fue creado por Ted Osborne (trama) y Floyd Gottfredson (trama y arte) en la historia "Island in the Sky", publicada en la tira cómica de Mickey Mouse desde noviembre de 1936 hasta abril de 1937. Es un hombre corpulento que lleva una gran barba blanca y una bata de laboratorio.
El Doctor Einmug se especializa en física atómica y habla con un acento alemán que probablemente fue un guiño a Albert Einstein, siendo "mug" también un juego de palabras con "stein". Su historia introductoria, "Island in the Sky", plantea muchas cuestiones sobre los beneficios y peligros de la física atómica solo unos años antes de que se desarrollaran las primeras bombas atómicas.
Después de eso, Einmug no volvió a aparecer en los cómics estadounidenses durante casi 50 años, pero se usó en los cómics italianos, comenzando unos 12 años después, en 1959, cuando apareció en "Topolino e la dimensione Delta" ("Mickey Mouse y la dimensión Delta") de Romano Scarpa. En esta historia, descubrió los medios para viajar a la Dimensión Delta, que era efectivamente un vacío infinito de nada, solo espacio. Estableciendo su laboratorio en la Dimensión Delta, Einmug prosiguió su trabajo y descubrió que los átomos eran seres vivos. Así aumentó el tamaño de uno de ellos al de un niño pequeño y lo llamó Átomo.
El propio Einmug también ha aparecido en numerosos cómics europeos de Mickey Mouse. A menudo se lo muestra como menos reservado y paranoico que en su apariencia original, aunque sus descubrimientos todavía son codiciados por personas como Pete y Mancha Negra.
Einmug reapareció en los cómics estadounidenses en 1991 en la historia "A Snatch in Time!", escrita por Lamar Waldron y dibujado por Rick Hoover y Gary Martin, donde Einmug había desarrollado una máquina del tiempo. Posteriormente, Einmug también apareció en las ediciones estadounidenses de "The Delta Dimension" y otras historias europeas.

#### Cirílez
El detective Cirílez ("Detective Casey" en su versión original en inglés, a veces retratado como inspector) es el detective jefe del Jefe O'Hara, quien apareció por primera vez en el cómic diario de Mickey Mouse de 1938 "The Plumber's Helper". La historia fue trazada y dibujada a lápiz por Floyd Gottfredson y escrita por Merrill De Maris. Cirílez desapareció de los cómics estadounidenses en la década de 1950, pero luego se usó con frecuencia en Europa, especialmente en Italia; a partir de 2003, regresó como intérprete frecuente en los cómics estadounidenses.
A pesar de su ocupación, Cirílez es un hombre impaciente de inteligencia promedia. Por lo tanto, aunque a veces es un detective exitoso, también es propenso a fallar en los casos. Por lo tanto, el Jefe O'Hara a menudo recluta a Mickey Mouse para ayudar a resolver algunos de sus casos, para gran irritación general de Cirílez.
Cirílez también apareció en el videojuego para móviles Disney Crossy Road (2016-2020) como personaje jugable desbloqueable.

#### Jefe O'Hara
El Jefe Seamus O'Hara (también conocido como "Jefe Cejas" en cómics de Colombia) es el jefe de policía del universo de Mickey Mouse. Desempeña un papel de apoyo en los misterios de los cómics de Mickey Mouse, y a menudo depende de la ayuda de Mickey para resolver los crímenes cometidos por criminales como Pete, Mancha Negra y otros. Los compañeros oficiales conocidos incluyen a su detective jefe, Cirílez.
El personaje fue concebido por Floyd Gottfredson y Merrill De Maris para las tiras cómicas de Disney como un policía irlandés estereotípico. Apareció por primera vez en las tiras de periódico en mayo de 1939, en la serie Mickey Mouse Outwits the Phantom Blot. Con el tiempo se convirtió en un personaje recurrente en las historietas europeas. En animación, O'Hara también apareció en Mickey Mouse Works y House of Mouse.
En las historias italianas, O'Hara tiene una esposa llamada Petulia. Antes de su presentación, O'Hara menciona con frecuencia a su esposa, siendo la primera instancia de esto "The Gleam" (1942).
En videojuegos, el Jefe O'Hara aparece en el videojuego para PC Mickey Mouse Kindergarten (2000), donde una Comadreja le robó la gorra y pide ayuda a Mickey para encontrarla. También apareció como personaje jugable desbloqueable en el juego para móviles Disney Crossy Road (2016-2020). El Jefe O'Hara aparece como miembro del equipo de Mickey y sus amigos en el juego de carreras Disney Speedstorm (2023).

#### Eega Beeva
Eega Beeva ("Bip-Bip" en España, y "Escuálido" en Colombia) es un humano del futuro, aunque algunas traducciones se refieren a él como un extraterrestre. Fue creado por Floyd Gottfredson (arte) y Bill Walsh (trama) y apareció por primera vez el 26 de septiembre de 1947, en la historia de la tira cómica de Mickey Mouse "El hombre del mañana", donde Mickey Mouse y Goofy buscan refugio de una tormenta eléctrica y se pierden en una cueva, en la que Mickey se encuentra de repente con un humanoide inusual que solo dice "Eega" al principio. Cuando Mickey y Goofy encuentran la salida de la cueva, Mickey invita al ser a quedarse en su casa, y el ser se identifica como "Pittisborum Psercy Pystachi Pseter Psersimmon Plummer-Push". Al encontrar este nombre demasiado engorroso, Mickey le da el nombre de "Eega Beeva". Al principio, Goofy se niega a creer en la existencia de Eega Beeva e ignora su presencia. En una serie de eventos, dos científicos concluyen que Eega Beeva es un humano de 500 años en el futuro. Al final de la historia, Eega salva a Goofy de un accidente de esquí, lo que hace que se hagan amigos.
En la siguiente historia de tira cómica protagonizada por Eega Beeva, "Mickey Makes a Killing", se presenta a su mascota Flip. Eega siguió siendo el compañero ocasional de Mickey en las historietas americanas hasta julio de 1950.
Las historias italianas más antiguas a menudo lo retrataban como un extraterrestre del espacio exterior. Posteriormente (después de 2000), los escritores italianos generalmente han vuelto a la concepción original de Gottfredson de Eega como un hombre del futuro, aunque rara vez se menciona su año exacto de origen. Los cómics de Eega más recientes producidos por Egmont, por otro lado, a menudo se refieren a su ciudad natal como Mouseton en el año 2447.

#### Ellsworth
Ellsworth (conocido en ediciones en español de cómics como "Gancho" o en antiguas ediciones "Eladio" en España, y como "Amadeo" en Colombia) es un pájaro miná que inicialmente comenzó como la mascota de Goofy en los cómics, pero en historias posteriores, se convirtió en un animal antropomórfico independiente. Su nombre completo es mencionado como Ellsworth Bheezer ("beezer" es una jerga inglesa antigua para una nariz o pico grande). Fue creado por Bill Walsh (trama) y Manuel Gonzales (arte) para las páginas dominicales de Mickey Mouse, donde hizo su primera aparición el 30 de octubre de 1949. Ellsworth siguió siendo durante diez años como un personaje principal en las páginas dominicales, a veces robando el foco de atención de Mickey. En 1956 comenzó a aparecer en las páginas diarias. También ha sido utilizado en historietas más largas, especialmente las producidas en Italia, Francia y Brasil. En Francia, ha sido protagonista de su propia serie, publicada de 1985 a 2009 en Le Journal de Mickey.
Ellsworth suele llevar una camisa roja o anaranjada y una gorra o boina verde. Reflejando un rasgo de los pájaros mynah que pueden imitar el habla humana, es extremadamente vanidoso y egocéntrico, lo que originalmente fue el centro de atención y el centro de las bromas en sus historias. Por otro lado, Ellsworth también es un genio de buena fe con una tecnología y un conocimiento científico asombrosos: la "Y" en su camisa en sus primeras historias significa "Yarvard" (una parodia de Harvard), su alma mater.
A pesar de estar más o menos completamente humanizado en historias más recientes, Ellsworth conserva su habilidad para volar, un rasgo único entre el elenco central de animales antropomórficos de Disney.
Ellsworth es a menudo sarcástico y condescendiente, por lo general se dirige a otros con declaraciones como "No [hagamos X], ¿de acuerdo?" También se apresura a llamar a los demás con apodos insultantes. Pero cuando llega el momento de la verdad, él es genuinamente cariñoso y está a la defensiva de sus amigos Goofy y Mickey.

#### Átomo
Átomo ("Atomino Bip-Bip" en su versión original en italiano, y "Atomo Bleep-Bleep" en inglés) es un "átomo humanizado" creado por el Doctor Einmug, quien usó un gigantesco acelerador de mesones para agrandar átomos al tamaño de un niño humano. El personaje fue creado por Romano Scarpa en la historia de 1959 "Topolino e la dimensione Delta" ("Mickey Mouse en la dimensión Delta"). Átomo es una bondadosa, muy inteligente y trabajadora criatura (generalmente azul) con electrones girando constantemente alrededor de su gran cabeza calva.
Átomo puede escupir mesones para alterar o manipular los atributos de los objetos físicos y usa esta habilidad para lograr varias hazañas, como convertir metal en chocolate o estimar con absoluta precisión cuándo se creó un objeto. Scarpa escribió y dibujó otras ocho historias con Átomo que aparecieron en los cómics de Topolino entre 1959 y 1965. El personaje ha sido revivido ocasionalmente por otros autores italianos. Tanto en su apariencia como en su papel en las historias, Átomo es muy similar a Eega Beeva de Gottfredson, un personaje de ciencia ficción de baja estatura y amigable con poderes impredecibles que impulsan la trama.

#### Glory-Bee
Glory-Bee fue la novia de Goofy, que apareció por primera vez en una tira diaria de Mickey Mouse el 19 de junio de 1969. Fue creada por primera vez por Bill Walsh y apareció en algunos diarios de Mickey Mouse por Floyd Gottfredson, y otros escritos por Del Connell (dibujados de Manuel Gonzales).
Glory-Bee es una dama esbelta, bonita, rubia y joven con nariz perruna que, si bien es bastante bondadosa y agradable, tiende a ser algo así como una "cabeza hueca" (un estereotipo de la "rubia tonta", lo que puede explicar por qué ella se eliminó por completo de la historia de Goofy, aunque una mejor posibilidad es que Goofy siempre sea el soltero consumado). Si bien puede ser difícil imaginar que ella estaba muy enamorada de Goofy, él apenas pareció darse cuenta. De vez en cuando, sin embargo, trató de impresionarla, incluso hasta el punto de tratar de revelarle su identidad de Súper Goof, sin éxito. En un momento, Glory-Bee y Clarabelle incluso competían por la atención de Goofy, pero ninguna logró su objetivo ("Goofy's Big Day"). Quizás fue durante este tiempo que Clarabelle abandonó su extraña atracción por Goofy y volvió con su antiguo amante y prometido, Horace.
Con el tiempo, Glory-Bee desapareció de los cómics en los EE. UU. y rara vez ha aparecido en cómics extranjeros.

#### The Sleuth
The Sleuth (traducido como "El Detective"/"El Sabueso"; conocido como "Ser Lock" en España, y "Chirlo Bobo" en Colombia), su nombre completo mencionado como Sureluck Sleuth en la historia "The Great Winks Robbery" (1975), es un canino antropomórfico. Es un detective privado inglés que opera en el Londres del siglo XIX y emplea a Mickey Mouse como asistente. El personaje fue creado por Carl Fallberg (trama) y Al Hubbard (arte) y destinado únicamente a publicaciones extranjeras. Su primera aparición fue en "The Case of the Pea Soup Burglaries" (1975). Las historias de Mickey y el detective se produjeron hasta finales de la década de 1980.
Dado su entorno histórico, estas historias se diferencian de otras continuidades de Mickey Mouse. Nunca se explica si el "Mickey Mouse" que trabaja con Sleuth es un antepasado del Mickey actual o si esas historias se incluyen en una continuidad totalmente diferente. A la confusión se suman los frecuentes anacronismos humorísticos que complican el escenario supuestamente victoriano y posiblemente ubican las historias en el género del steampunk. Aparte de Mickey, ningún otro personaje destacado de Disney aparece en las historias. Los antagonistas recurrentes de Sleuth son el Profesor Nefario y sus tres torpes secuaces.
El detective es un caballero bondadoso; con una acervadora como gorra, fumando en pipa y usando una lupa, es una parodia obvia de Sherlock Holmes, mientras que Mickey básicamente interpreta el papel del Doctor Watson. Al igual que su contraparte literaria, también toca el violín, aunque horriblemente. A diferencia de Sherlock Holmes, es totalmente inútil como detective, a veces incapaz de descubrir los crímenes cometidos frente a sus ojos. Sin embargo, siempre se las arregla para resolver sus casos, asegurando así una reputación como un gran investigador, ya sea por pura suerte, gracias a la imprudencia de sus enemigos o simplemente porque Mickey hace todo el trabajo de detective por él. Aparte de Mickey, nadie parece ser consciente de la absoluta incompetencia de Sleuth.
En animación, el personaje apareció bajo el nombre de "Shedlock Jones" en la serie Patoaventuras en el episodio "Dr. Jekyll & Mr. McDuck" (1987). Él está buscando pistas sobre el paradero del infame Profesor Hoodi-doodi, cuando Scrooge y sus sobrinos visitan Londres y buscan su ayuda para encontrar a un delincuente llamado Jack the Tripper.

#### Bruto
Bruto (nombre italiano original "Bruto Ganceto", llamado "Ellroy" en cómics estadounidenses) es un pájaro mynah antropomórfico y el hijo adoptivo de Ellsworth. Fue creado por Romano Scarpa en la historia "Topolino e il rampallo di Gancio" (Topolino n°1048, 1975). Después de adoptar a Bruto, Ellsworth se lo confió a Mickey Mouse.
Bruto pasó a ser el compañero de Mickey Mouse en numerosas historietas italianas de Scarpa y otros autores. Al igual que Ellsworth, Bruto puede volar usando sus brazos como alas. Ellsworth y Bruto se parecen mucho (Bruto siendo algo más pequeño), y han aparecido juntos en relativamente pocas historias: esto ha causado confusión entre los dos personajes entre lectores y traductores, en ocasiones siendo llamado erróneamente por el nombre de su padre en algunas traducciones. Bruto apareció por primera vez en cómics estadounidenses en 2016.

#### Zapotec y Marlin
El Profesor Zachary Zapotec y el Dr. Spike Marlin son dos personajes perrunos creados en los cómics italianos por Massimo De Vita. Zapotec apareció por primera vez en "Topolino e l'enigma di Mu" ("Mickey y el enigma de Mu") en 1979 y Marlin apareció por primera vez en "Topolino e il segreto della Gioconda" ("Mickey y el secreto de la Gioconda") en 1985.
Son científicos del museo de ciencias de Mouseton, y son los inventores de una máquina del tiempo que envía a Mickey y Goofy a aventuras en el pasado. Ambos discuten con frecuencia, pero siempre se perdonan al final.
Zapotec, quien es arqueólogo, generalmente se muestra corpulento y de aspecto más anciano que su socio, teniendo una poblada barba blanca. Mientras que Marlin, quien es físico, parece ser más joven, es pelirrojo y tiene bigote, usa anteojos y normalmente viste una bata blanca de laboratorio.
Fuera de Italia, hasta ahora solo han aparecido en un puñado de historias en los Estados Unidos.

#### Zenobia
Zenobia es un personaje creado por Romano Scarpa, apareciendo por primera vez en la historia de 1983 "Topolino e la Regina d'Africa" ("Mickey y la reina de África"), siendo la gobernante de un estado africano, y dejando el trono para seguir a Goofy a Estados Unidos tras haberse enamorado de él. La intención de Scarpa era crear una nueva novia para Goofy, capaz de sacar lo mejor de él.
En sus historias con Goofy, este parece "más serio" y menos inclinado a seguir a Mickey en sus aventuras. Quizás este siendo el motivo que empujaría a Scarpa a dejar que Zenobia abandone el escenario: en la historia "Ciao Minnotchka" (1993), tras un viaje a Francia del grupo de amigos de Mickey, Zenobia anuncia que se quedará en París para ayudar a los ex-rey de Selvanja, Ilja Topòvich, para gestionar un hotel, dado que existe una atracción entre los antiguos gobernantes, y Goofy no puede evitar estar de acuerdo. Pero Zenobia nunca ha olvidado a Goofy, como se muestra en "Miseria e nobiltà" (1993) de Lello Arena, Francesco Artibani y Giorgio Cavazzano: después de haber actuado en el teatro, Goofy encuentra en su camerino un ramo de flores con la dedicatoria: "Siempre eres el mejor. Zenobia".
Posteriormente, Zenobia volvió a aparecer en varias historias desde 2013.

#### Rock Duro
Rock Duro ("Rock Sassi" en su versión original en italiano, y conocido como "Brick Boulder" en Estados Unidos) es un oficial de policía vestido de civil que suele trabajar junto con el detective Cirílez, creado para los cómics italianos. Apareció por primera vez en la historia "La lunga notte del commissario Manetta" ("La larga noche del detective Cirílez") en 1997, escrita por Tito Faraci y dibujada por Giorgio Cavazzano.
Al igual que Cirílez, Rock Duro es un policía torpe e incompetente. Aunque curiosamente, su inteligencia parece variar, incluso entre historias del mismo escritor. Es físicamente más robusto que el obeso Cirílez y le gusta vestirse de manera llamativa, a menudo con botas de vaquero, un stetson y una corbata de bolo. Se ha dicho que es una parodia de Ronald Reagan y Arnold Schwarzenegger, siendo este último aspecto particularmente obvio en su primera aparición, aunque posteriormente se atenuó.
Rock Duro es de Texas, Estados Unidos. En la historia "L'ispettore Manetta in: 2 piedipiatti in fuga" ("El detective Cirílez en: 2 policías a la fuga") se reveló que toda su familia está formada por delincuentes. A pesar de esto, él es respetuoso con la ley y ha querido ser policía desde su niñez, para gran decepción de su familia. Otra peculiaridad es que le teme a los caimanes, como se muestra en la historia "Topolino e lo strano caso di Jack Due di Cuori" ("Mickey y el extraño caso de Jack Dos de Copas").

#### Eurasia Tost
Eurasia Tost (conocida como "Eurasia Toft" en Estados Unidos) es un personaje originario de los cómics italianos, creada por Casty y Giorgio Cavazzano en la historia de 2003 "Topolino e la spedizione perduta" ("Mickey y la expedición perdida"). Su nombre es una parodia a los de Indiana Jones y Lara Croft. La simpática Eurasia suele vivir aventuras junto a Mickey y Goofy, revelando ser una aliada eficaz. Es una arqueóloga muy joven, capaz de involucrar a cualquiera en sus aventuras.

## Animales no humanoides

### Chip y Dale
Chip y Dale ("Chip y Chop" en España) son dos ardillas que a menudo causan problemas a Pluto o a Donald. Hicieron su debut en Private Pluto (1943). Al contrario de otros animales representados como no humanoides, puesto que se les presenta como ardillas comunes que viven en el bosque, ellos pueden hablar, y ocasionalmente han llevado ropa.

### Beppo el Gorila
Beppo es un gorila que apareció por primera vez en el cortometraje The Gorilla Mystery (1930), donde escapa del zoo y secuestra a Minnie, finalmente consiguiendo Mickey rescatarla y devolviendo a Beppo al zoo. Volvió a aparecer en el cortometraje Mickey's Mechanical Man (1933) como "Kongo el Asesino", donde se enfrenta en un campeonato de boxeo a Campeón, el hombre robot creado por Mickey. Su tercera y última aparición en un cortometraje fue en The Pet Store (1933), siendo un gorila en una tienda de animales, donde secuestra a Minnie al estilo de King Kong.
Beppo aparece en el videojuego Epic Mickey (2010) luchando en un ring de boxeo contra Campeón al igual que en Mickey's Mechanical Man. En el videojuego Kingdom Hearts III (2019), Beppo aparece como enemigo en el minijuego "Mickey's Mechanical Man", basado en el cortometraje de mismo nombre.

### Dulcepie
Dulcepie ("Tanglefoot" en su versión original en inglés) es el escuálido pero leal caballo de Mickey, presentado en una tira cómica de 1933, Mickey Mouse y el pura sangre Dulcepie, posteriormente apareciendo en otras historias.
En animación, algunos medios le mencionan como el caballo que Mickey monta en el cortometraje Mickey's Polo Team (1936), su apariencia siendo principalmente similar a la de los cómics en el póster promocional del cortometraje.
Dulcepie aparece como parte del equipo de Mickey y sus amigos en el videojuego de carreras Disney Speedstorm (2023).

### Fifí la Pekinés
Fifí la Pekinés es la "perra de campeonato" de Minnie y ocasionalmente la novia de Pluto. En el cortometraje Pluto's Quin-puplets, Pluto y Fifí incluso tuvieron cinco cachorros juntos. Más tarde, Fifí fue reemplazada como novia de Pluto por Dinah la Perrita Salchicha.
Respecto a su filmografía, aparece en los cortometrajes Puppy Love (1933), The Dognapper (1934), Mickey's Polo Team (1936), Pluto's Quin-puplets (1937), Society Dog Show (1939), Mickey's Surprise Party (1939), y Pluto's Blue Note (1947).
Fifí desapareció de la animación pero apareció en la línea de productos Minnie 'n Me (1990-1994) como la mascota de Minnie.
En el videojuego para móviles Disney Crossy Road (2016-2020), Fifí apareció como personaje desbloqueable. Fifí aparece como parte del equipo de Mickey y sus amigos en el videojuego de carreras Disney Speedstorm (2023).
Posteriormente regresó a la animación como personaje recurrente en las series Mickey Mouse y Chip 'n' Dale: Park Life.

### Bobo el Elefante
Bobo es un elefante bebé que ha aparecido como mascota de Mickey Mouse. Apareció por primera vez en 1934 en una historia homónima en la tira cómica del periódico Mickey Mouse. En la historia, Mickey compra por error a Bobo en una subasta. Squick, que también hace su primera aparición en esa historia, convence a Mickey de que él es el dueño legítimo de Bobo. Sin embargo, Squick en realidad tiene la intención de usar a Bobo para hacer funcionar su aserradero y ahorrar electricidad, usando una cinta de correr que ya había matado a dos caballos. Mickey y Horace retrasan que Squick recupere a Bobo, hasta que el bebé paquidermo descubre que su madre está en un circo de visita. Bobo termina escapándose y se reencuentra con su madre.
Tras ello, apareció en unas pocas historias de cómic hasta 1998.
La única aparición animada en cortometrajes de Bobo fue en Mickey's Elephant de 1936. El Rajah de Gahboon se lo dio a Mickey. Estaba planeado convertir a Bobo en un personaje recurrente, pero nunca surgió la idea. Los bocetos del guion gráfico de una caricatura planificada con Bobo, titulada Spring Cleaning, se imprimieron en el libro "Mickey Mouse: The Floyd Gottfredson Library - Volumen 3: Showdown at Inferno Gulch". Bobo regresó en el episodio de la serie Mickey Mouse "Safari, So Good".

### Fígaro
Fígaro es el gato mascota de Minnie en varios cortometrajes y series, originario del segundo largometraje animado de Disney, Pinocho. Tiene una relación de rivalidad/amistad con Pluto.

### Butch el Bulldog
Butch el Bulldog es el némesis de Pluto. Es un bulldog grande, corpulento y gris, lleva un collar con pinchos, y tiene dos colmillos sobresaliendo de la parte inferior de su boca. Apareció por primera vez en el cortometraje Bone Trouble (1940), donde Pluto intentó robarle el hueso. Desde entonces, Butch ha estado antagonizando a Pluto. A veces, Butch compite con Pluto por el afecto de Dinah la Perrita Salchicha.
Respecto al resto de su filmografía, aparece en los cortometrajes T-Bone for Two (1942), Canine Casanova (1945), Pluto's Kid Brother (1946), The Purloined Pup (1946), Pluto's Housewarming (1947), Figaro and Frankie (1947), Pluto's Purchase (1948), Pluto's Sweater (1949), Pluto's Heart Throb (1950), y Wonder Dog (1950).
Aparece de forma secundaria en las series de televisión Mickey Mouse Works y House of Mouse como rival de Pluto en las historietas protagonizadas por él.
Su dueño nunca apareció en los cortometrajes, pero en las series La casa de Mickey Mouse y Mickey Mouse Mixed-Up Adventures, se muestra a Pete como su dueño. También en estas series es marrón, en lugar de gris como es representado habitualmente.
Butch apareció también como personaje desbloqueable en el videojuego para móviles Disney Crossy Road (2016-2020).

### La Foca Salty
La Foca Salty es una cría de foca que aparece en lugares típicos de focas (el circo, la playa, el zoológico, el ártico) y molesta a Pluto para que lo persiga, lo que hace que Pluto se meta en situaciones peligrosas. Salty generalmente lo salva, lo que lleva a Salty y Pluto a convertirse en amigos, hasta la próxima aparición de Salty, cuando el ciclo comienza nuevamente.
El debut de Salty fue en Pluto's Playmate (1941), antes de ello teniendo un prototipo en Mickey's Circus (1936), donde aparece una pequeña foca con un tono más marrón, siendo en Pluto's Playmate donde Salty apareció como una foca de color negro. Posteriormente apareció en los cortometrajes Rescue Dog (1947) y Mickey and the Seal (1948), y a modo de cameo en Working for Peanuts (1953).
Salty también aparece en las series de televisión Mickey Mouse Works (2000), House of Mouse (2002-2003) y La casa de Mickey Mouse (2009-2011).
Salty aparece como parte del equipo de Mickey y sus amigos en el videojuego de carreras Disney Speedstorm (2023).

### Dinah la Perrita Salchicha
Dinah la Perrita Salchicha aparece ocasionalmente como la novia de Pluto, aunque a veces también sale con Butch el Bulldog. Apareció por primera vez en The Sleepwalker (1942), apareciendo como una perrita salchicha de color negro, posteriormente siendo marrón en sus siguientes apariciones.
En Canine Casanova (1945), cuando termina en la perrera, Pluto la salva, conviéndose en el héroe de Dinah.
En otras caricaturas como In Dutch (1946), Pluto's Heart Throb (1950) y Wonder Dog (1950), los dos se involucran en un mayor romance, a menudo con Butch el Bulldog como el rival romántico de Pluto.
Dinah ha aparecido también en las series Mickey Mouse Works (1999-2000) y House of Mouse (2001) como el interés romántico de Pluto.

### Dolores la Elefanta
Dolores la Elefanta es una elefanta que debutó en el cortometraje Tiger Trouble (1945), siendo el medio de transporte de Goofy mientras cazaba tigres. Apareció por segunda vez en The Big Wash (1948), siendo una elefanta de circo a la que Goofy trataba de dar un baño. Su tercera y última aparición en un cortometraje fue en Working for Peanuts (1953), siendo una elefanta en un zoo a la que Chip y Dale tratan de robarle los cacahuetes, y Donald, quien era su cuidador, trataba de detener a las ardillas.
Dolores lleva el nombre de la secretaria de Walt Disney, Dolores Voght.

### Bent-Tail el Coyote
Bent-Tail el Coyote es un coyote del desierto y un adversario de Pluto. Siempre trata de conseguir algo de comida que Pluto está protegiendo (principalmente ganado), pero falla cada vez.
Hizo su primera aparición en el cortometraje The Legend of Coyote Rock (1945) tratando de llegar a un rebaño de ovejas. Desde su segundo corto Sheep Dog (1949) en adelante tiene un hijo que trabaja con él, Bent-Tail Junior. Sus dos últimos cortometrajes protagonistas fueron Pests of the West y Camp Dog (ambos de 1950), también en ambas historias teniendo a su hijo como ayudante.
Una versión anciana de Bent-Tail apareció más tarde en el episodio de Walt Disney Presents "The Coyote's Lament" (1961), donde le enseña a su nieto (que es descendiente de Bent-Tail Junior) cómo los humanos y los perros han puesto la vida de un coyote en miseria. Bent-Tail y su hijo también aparecieron en varios cómics de Disney.

### Flip
Flip (conocido como "Pflip" en Estados Unidos") es la mascota de Eega Beeva, un gangarón (una mezcla de perro, gato, hipopótamo, unicornio, llama, conejo, y posiblemente también otros animales, aunque en apariencia asemejándose más a los dos primeros).
Tiene un sistema de advertencia de color que hace que se vuelva rojo para advertir a su dueño de cierto peligro, y tiene un don especial para detectar mentiras. Se alimenta de insectos invisibles llamados "manzanillos".
En las historias "Topolino e il doppio segreto di Macchia Nera" ("Mickey y el doble secreto de Mancha Negra") y "Prologo", Eega Beeva apareció con una mascota llamada Flip 2, desconociéndose si es su descendiente u otra mascota para sustituirle, aunque Flip 2 dejó de aparecer después de esas historias, regresando el primer Flip en historias posteriores.

### Louie el Puma
Louie el Puma, o Louie el León de Montaña ("Louie the Mountain Lion" en inglés), aparece como un antagonista ocasional de Goofy y Donald. Por lo general, se lo representa en los cortometrajes de estos personajes, en los que a menudo persigue a los protagonistas en un intento de comérselos.
Debido a que Louie no habla, emite gruñidos o rugidos que representan satisfacción, desaprobación o ansiedad. También se muestra que se preocupa profundamente por la comida y es bastante inteligente cuando se trata de planes de planificación para obtener las cosas que quiere, aunque sus intentos de ejecutar sus planes a menudo terminan en fracasos cómicos.
La primera aparición de Louie fue en Lion Around (1950), donde intenta comerse a Donald. En Hook, Lion & Sinker (1950), se revela que tiene un hijo (al que se conoce como "Pequeño Louie"), el cual le ayuda a robar su pescado a Donald. Posteriormente, Louie rivalizó con Goofy en Lion Down (1951) y Father's Lion (1952). Louie se encuentra nuevamente con Donald en Grand Canyonscope (1954), donde se revela que tiene al menos 90 años (habiendo sido visto en el Gran Cañón durante la Guerra Civil de EE. UU.), y actuando como un antagonista tanto con Donald como con J. Audubon Woodlore. También aparece como personaje recurrente en la serie House of Mouse en historietas protagonizadas por Goofy.
Su clasificación como personaje no antropomórfico puede ser debatida, ya que habla en algunos cómics, además de decir breves frases en Hook, Lion & Sinker.

### Wilbur, el Saltamontes
Wilbur, el Saltamontes apareció por primera vez en el cortometraje Goofy and Wilbur (1950), donde Goofy le utiliza de cebo y varios peces le intentan atacar y comer, aunque Wilbur los esquiva. En el especial "On Vacation with Mickey Mouse and Friends" (1956), donde dicho corto es incluido en la trama, se menciona que es sobrino de Pepito Grillo, presentador del especial. Wilbur apareció como personaje recurrente en la serie de televisión Mickey Mouse Clubhouse como mascota de Goofy.

### Milton el Gato
Milton el Gato es un gato siamés de color rojo jengibre y un rival de Pluto. A menudo compite con Pluto por la comida.
Hizo su primera aparición en el corto Puss Cafe (1950) con su amigo Richard (un gato siamés un poco más grande), intentando robar unas botellas de leche. Luego aparece en el corto Plutopia (1951), donde Pluto sueña que Milton es su sirviente, en dicho sueño teniendo la capacidad de hablar. Hizo una aparición final en el corto Cold Turkey (1951), donde es el gato de Mickey, y pelea con Pluto por un pavo asado, pero ambos terminan finalmente sin nada.

### El Topo
El Topo es un personaje irascible sin nombre al que le encanta cavar agujeros bajo tierra y obstruye las acciones de varios personajes como Mickey Mouse, el Pato Donald y Pluto. Es un precursor de Chip y Dale, pero con menos personalidad. Tuvo su primera aparición en el cortometraje Canine Caddy, donde estorba el juego de golf de Mickey. En Donald's Garden (1942) se sirve los productos que Donald ha plantado. En Bone Bandit (1948) decide hacer su hogar con los huesos enterrados de Pluto. En Pluto y el topo (1950) desentierra el jardín de flores de Minnie Mouse, quien culpa a Pluto por ello.

### Spike la Abeja
Spike, también conocido como Buzz-Buzz o Barrington, es una pequeña y agresiva abeja que frecuentemente es enemigo de Donald y Pluto.

### Tortuguita
La Tortuguita es una pequeña tortuga sin nombre que suele causarle problemas a Pluto en los cortos Canine Patrol (1945), Pluto's Housewarming (1947) y Pluto's Surprise Package (1949), pero en sus encuentros con el tiempo se hacen amigos los dos.

### Jenny la Burra
Jenny la Burra es una pequeña burra que apareció por primera vez en el cortometraje Mickey's Polo Team (1936) como montura del Pato Donald para jugar al polo, siendo este a menudo su dueño en sus siguientes apariciones en Don Donald (1937), The Village Smithy (1942) y Donald's Gold Mine (1942).

### Clarice
Clarice es una ardilla listada que hizo aparición en el cortometraje Two Chips and a Miss (1952), siendo el interés romántico de Chip y Dale, por la que ambos compiten por su atención, aunque ella parece querer a los dos por igual (al final del cortometraje terminando dando un beso a ambos). Trabaja como cantante en un club nocturno. Es una ardilla muy femenina que viste un vestido azul con un collar amarillo y un gorro a juego. Al igual que Chip y Dale, a pesar de ser considerada como no antropomórfica debido a ser una ardilla común como ellos dos, es algo debatible debido a que puede hablar, además del hecho de usar ropa como hacen normalmente el resto de animales antropomórficos.
A pesar de su única aparición en un cortometraje, se convirtió en un personaje muy popular, llegando a aparecer en los Parques Disney como un personaje para conocer y saludar o en espectáculos en vivo, y apareciendo en los videojuegos Disney Tsum Tsum (2014) y Disney Magical World 2 (2015).
Clarice no volvió a tener una aparición en animación desde Two Chips and a Miss hasta que apareció como personaje recurrente en la serie de televisión Chip 'n' Dale: Park Life (2021-presente), teniendo un radical cambio de diseño, con apariencia de una ardilla dura, sin llevar ropa, y teniendo de peinado una cresta con flores afeitadas a los lados de la cabeza, y dos dientes de roedor con uno ligeramente más largo que el otro. En la serie ella vive en el motor de un automóvil que de alguna manera terminó en un árbol. También es muy constructiva y está constantemente arreglando y reparando cosas. Su relación con Chip y Dale también es más platónica, aunque ellos la admiran por sus habilidades.

## Franquicias derivadas
Además de Mickey Mouse & Friends como franquicia principal para los personajes, existen varias otras franquicias con los personajes principales y algunos secundarios.

### Disney Babies
Disney Babies es una línea de merchandising que incluye juguetes, ropa, libros y una variedad de miscelánea relacionada con algunos de los personajes más populares de Disney como bebés, principalmente Mickey, Minnie, Donald, Daisy, Goofy y Pluto, estando también entre otros personajes regulares Pete, Clarabelle, Horace, Clara Cluck, Gyro Gearloose, y Gus Goose. Si bien los juguetes y las imágenes de Mickey y Minnie cuando eran bebés se fabricaron desde principios de la década de 1960, no fue hasta 1986 que se fundó la línea Disney Babies, posteriormente haciéndose realmente popular a principios de la década de 1990. Si bien los "Disney Babies" no han aparecido en ninguna serie animada de Disney, han sido las estrellas de varios comerciales de televisión de Huggies en los que interactúan con bebés de imagen real. En Francia, la revista "Le Journal de Mickey" publicó historietas de Disney Babies durante varios años. Solo una de esas tiras, "Pete's Pacifier" ("El chupete de Pete"), ha aparecido realmente en historietas estadounidenses, publicándose en "Walt Disney's Comics and Stories" #582. Sin embargo, en Francia y otros países europeos, las aventuras de los cómics de Disney Babies han durado muchos años.

### Minnie 'n Me
Minnie 'n Me es una línea de merchandising presente durante principios de la década de 1990 (1990–1994) que incluye juguetes, ropa, libros y una variedad de miscelánea relacionada con una versión preadolescente de Minnie Mouse y sus amigas, incluyendo a la Pata Daisy y la Vaca Clarabelle, además de otros personajes creados para la franquicia como Penny Pooch (una perrita), Patti Pony (una poni), T.J. Turtle (una tortuga), Heather Hippo (una hipopótama), y Lilly Lamb (una corderita). La franquicia también cuenta con Fifí la Pekinés como mascota de Minnie, y una gatita llamada Trixie como mascota de Daisy.

### Duffy and Friends
Duffy, también conocido como "Duffy, el Oso de Disney", es un oso de peluche originario de los Parques Disney, al que se le dio una historia de fondo en la que Minnie lo cosió para Mickey cuando este partía para un viaje en el mar, y cuando se sentía solo, Duffy cobraba vida en la imaginación de Mickey. Debido a su popularidad, se creó Duffy and Friends, franquicia cuyos personajes, al igual que Duffy, son animales de peluche que cobran vida, entre los cuales se encuentran la osita ShellieMay, la gata Gelatoni, la coneja StellaLou, la perra CookieAnn, la tortuga 'Olu Mel, y la zorra LinaBell.